# Liste der Absolventen der Bayerischen Kriegsakademie
Die Liste der Absolventen der Bayerischen Kriegsakademie verzeichnet alle Absolventen der Bayerischen Kriegsakademie.

## 1. Lehrgang 1867–1870
| Lfd. Nr. | Name (Lebensdaten)                                              | Eignung                                  | letzter Dienstgrad     | Anmerkungen                                                                |
| -------- | --------------------------------------------------------------- | ---------------------------------------- | ---------------------- | -------------------------------------------------------------------------- |
| 1.       | Adolph von Asch (* 30. Oktober 1839; † 18. Februar 1906)        |                                          | General der Infanterie | 1893/1905 Bayerischer Kriegsminister                                       |
| 2.       | Brix Förster (* 10. Mai 1836; † 19. Juni 1918)                  |                                          | Oberstleutnant         | 1888 verabschiedet                                                         |
| 3.       | Maximilian Weinig (* 13. Januar 1840; † 15. Februar 1885)       |                                          | Oberst                 | 1884 verabschiedet                                                         |
| 4.       | Ludwig von Grauvogl (* 19. April 1844; † 1. August 1910)        |                                          | Generalleutnant        | 1902 zur Disposition gestellt                                              |
| 5.       | Heinrich von Xylander (* 19. Februar 1840; † 22. März 1905)     |                                          | General der Infanterie | Kommandierender General des III. Armee-Korps                               |
| 6.       | Franz von Tattenbach (* 15. September 1840; † 6. Juni 1884)     |                                          | Oberstleutnant         | 1882 verabschiedet                                                         |
| 7.       | Franz von Schleich-Harbach (* 3. Juni 1843; † 6. November 1880) | Generalstab                              | Hauptmann              | 1879 verabschiedet                                                         |
| 8.       | Eugen Schnitzlein (* 14. November 1840; † 7. Oktober 1885)      |                                          | Oberstleutnant         | Abteilungskommandeur im 2. Feldartillerie-Regiment                         |
| 9.       | Oskar Haag (* 19. Januar 1843; † 1. März 1871)                  | Akademie wegen Erkrankung 1869 verlassen | Oberleutnant           |                                                                            |
| 10.      | Hugo Keyl (* 4. August 1835; † 6. August 1877)                  |                                          | Hauptmann              | zuletzt Batteriechef im 1. Feldartillerie-Regiment                         |
| 11.      | Maximilian von Lutz (* 24. Juni 1840; † 26. Juli 1914)          |                                          | Oberst                 | 1900 verabschiedet                                                         |
| 12.      | Maximilian Giehrl (* 11. Oktober 1840; † 16. Dezember 1896)     |                                          | Generalleutnant        | Chef des Generalstabes der Armee, Inspekteur der Militär-Bildungsanstalten |
| 13.      | Franz Mader (* 11. August 1836; † 11. Juni 1886)                |                                          | Oberstleutnant         | zuletzt Ingenieuroffizier vom Platze in Ingolstadt                         |

## 2. Lehrgang 1868–1870 und 1871–1872
| Lfd. Nr. | Name (Lebensdaten)                                         | Eignung                               | letzter Dienstgrad     | Anmerkungen                                                                  |
| -------- | ---------------------------------------------------------- | ------------------------------------- | ---------------------- | ---------------------------------------------------------------------------- |
| 1.       | Robert Wendland (* 16. August 1840; † 21. Januar 1924)     |                                       | Oberstleutnant         | 1882 erblicher bayerischer Adel; 1893 verabschiedet                          |
| 2.       | Richard Hoffmann (* 26. August 1838; † 19. April 1925)     |                                       | Generalleutnant        | Von 1914/18 im Landeskomitee für Freiwillige Krankenpflege                   |
| 3.       | Armand Mieg (* 20. Dezember 1834; † 11. März 1917)         | Belobigung für Hervorragende Leistung | Major                  | Maßgeblich an der Konstruktion des Infanteriegewehrs M 88 beteiligt.         |
| 4.       | Eugen Petri (* 27. August 1844; † 13. Mai 1881)            | absolvierte nur den 1. Lehrgang       | Hauptmann              |                                                                              |
| 5.       | Karl Lobenhoffer (* 4. September 1843; † 19. Oktober 1901) | Generalstab, Höhere Adjutantur        | Generalleutnant        | Chef des Generalstabes der Armee, Inspekteur der Militär-Bildungsanstalten   |
| 6.       | Hermann Herbst (* 26. Juni 1844; † 9. November 1870)       |                                       | Oberleutnant           | zuletzt Ordonnanzoffizier bei der 1. Infanterie-Division                     |
| 7.       | Robert Gündter (* 15. September 1845; † 16. Dezember 1895) |                                       | Oberstleutnant         | 1891 verabschiedet                                                           |
| 8.       | Karl Landmann (* 23. August 1846; † 21. Juli 1925)         | Generalstab                           | General der Artillerie | Stellvertretender Vorsitzender des Bayerischen Roten Kreuzes, Schriftsteller |
| 9.       | Robert Millauer (* 22. April 1844; † 9. Oktober 1918)      | Höhere Adjutantur, Generalstab        | Generalmajor           |                                                                              |
| 10.      | Rudolph Schwarz (* 15. April 1837; † 31. Juli 1870)        |                                       | Hauptmann              |                                                                              |
| 11.      | Carl Neureuther (* 29. September 1838; † 2. April 1921)    | Generalstab                           | Generalmajor           |                                                                              |
| 12.      | Eugen Keller (* 7. Dezember 1843; † 29. Januar 1938)       | Generalstab                           | Generalleutnant        | Inspekteur der Fußartillerie                                                 |

## 3. Lehrgang 1868–1870 und 1871–1873
| Lfd. Nr. | Name (Lebensdaten)                                                | Eignung                                  | letzter Dienstgrad     | Anmerkungen |
| -------- | ----------------------------------------------------------------- | ---------------------------------------- | ---------------------- | --- |
| 1.       | Moritz Graf von Bothmer (* 28. Oktober 1845; † 13. Dezember 1895) | Generalstab, Höhere Adjutantur           | Oberst                 | |
| 2.       | Carl Schumacher (* 16. Februar 1840; † 22. März 1917)             |                                          | Generalmajor           | 1896 Ritterkreuz des Verdienstordens der Bayerischen Krone; 1896 zur Disposition gestellt                            |
| 3.       | Adolph von Lossow (* 27. April 1840; † 20. Februar 1927)          |                                          | Generalmajor           | 1896 zur Disposition gestellt                                                                                        |
| 4.       | Robert Graf von Bothmer (* 15. März 1842; † 6. September 1916)    |                                          | Generalmajor           | 1899 zur Disposition gestellt                                                                                        |
| 5.       | Hermann von Kramer (* 1. Oktober 1842; † 17. April 1915)          | Höhere Adjutantur                        | Oberstleutnant         | 1888 verabschiedet                                                                                                   |
| 6.       | Gustav Gräf (* 11. Juni 1846; † 6. Juni 1928)                     | Generalstab                              | Oberstleutnant         | 1899 verabschiedet                                                                                                   |
| 7.       | Gustav von Imhoff (* 25. Januar 1847; † 15. Oktober 1897)         |                                          | Oberst                 | zuletzt Kommandeur des 1. Fußartillerie-Regiments                                                                    |
| 8.       | Max Bösmiller (* 13. April 1846; † 7. März 1914)                  | Generalstab, Höhere Adjutantur           | Oberstleutnant         | 1901 verabschiedet; 1908/14 Archivar des Militär-Max-Joseph-Ordens                                                   |
| 9.       | Ferdinand von Lamezan (* 10. April 1843; † 19. September 1896)    |                                          | Major                  | 1871 verabschiedet; Diplomatischer Dienst, Konsul in Odessa, Tiflis und Helsingfors, 1892 Generalkonsul in Antwerpen |
| 10.      | Carl Ritter und Edler von Schallern (* 26. Juni 1844; † 1924)     |                                          | Oberst                 | 1893 verabschiedet                                                                                                   |
| 11.      | Hermann Haag (* 13. Oktober 1843; † 2. Dezember 1935)             | Generalstab, Höhere Adjutantur, Lehrfach | General der Infanterie | 1903 lebenslanges Mitglied des Reichsrates, 1905 Generaladjutant                                                     |
| 12.      | Josef von Renauld (* 7. März 1847; † 13. Dezember 1913)           |                                          | Oberst                 | 1902 Privatdozent für Volkswirtschaft an der Universität München                                                     |

## 4. Lehrgang 1871–1874
| Lfd. Nr. | Name (Lebensdaten)                                                         | Eignung                                  | letzter Dienstgrad     | Anmerkungen |
| -------- | -------------------------------------------------------------------------- | ---------------------------------------- | ---------------------- | --- |
| 1.       | August von Manz (* 23. Mai 1848; † 4. April 1940)                          | Höhere Adjutantur                        | Generalleutnant        | 1902 zur Disposition gestellt; 1914/18 Kommandeur der stellvertretenden 1. Infanterie-Brigade                                                                   |
| 2.       | Friedrich von Zoller (* 15. Februar 1843; † 8. November 1900)              | Generalstab, Höhere Adjutantur, Lehrfach | Generalleutnant        | ab 1892 Generaladjutant des Prinzregenten Luitpold, zugleich Vorstand der Geheimkanzlei                                                                         |
| 3.       | Carl von Horn (* 16. Februar 1847; † 5. Juni 1923)                         | Generalstab, Höhere Adjutantur           | Generaloberst          | 1905 bis 1912 Kriegsminister |
| 4.       | Luitpold von der Tann-Rathsamhausen (* 19. April 1847; † 5. August 1919)   | Generalstab, Höhere Adjutantur           | General der Infanterie | 1914 bis 1918 Kommandierender General des stellvertretenden I. Armee-Korps                                                                                      |
| 5.       | Bruno Hoppe (* 21. August 1845; † 13. März 1900)                           |                                          | Major                  | 1888 verabschiedet |
| 6.       | Albert von Könitz (* 4. September 1842; † 17. März 1925)                   | Generalstab                              | General der Kavallerie | 1904 zur Disposition gestellt; 1914/18 Kommandierender General des stellvertretenden III. Armee-Korps                                                           |
| 7.       | Oskar Unterrichter von Rechtenthal (* 25. Juli 1847; † 18. September 1904) | absolvierte lediglich den 1. Lehrgang    | Oberst                 | 1888 zur Disposition gestellt |
| 8.       | Peter von Wiedenmann (* 11. Mai 1847; † 8. Juli 1917)                      | Lehrfach (Militär-Geographie)            | General der Artillerie | 1870 Ritter des Militär-Max-Joseph-Ordens, 1900/12 Vorstand der Geheimkanzlei des Prinzregenten; 1901 bayerischer Freiherrnstand; 1912 zur Disposition gestellt |
| 9.       | Emil Dillmann (* 10. März 1845; † 31. Januar 1902)                         |                                          | Generalmajor           | 1899 zur Disposition gestellt |
| 10.      | Albert Rutz (* 3. April 1846; † 6. August 1908)                            | Generalstab                              | Generalmajor           | 1899 zur Disposition gestellt |
| 11.      | Otto Reisner (* 12. November 1842; † 22. Mai 1895)                         |                                          | Oberleutnant           | 1872 aufgrund schlechter Gesundheit entlassen, Redakteur der Tageszeitung Münchner Neueste Nachrichten                                                          |

## 5. Lehrgang 1872–1875
| Lfd. Nr. | Name (Lebensdaten)                                                            | Eignung                               | letzter Dienstgrad | Anmerkungen                                              |
| -------- | ----------------------------------------------------------------------------- | ------------------------------------- | ------------------ | -------------------------------------------------------- |
| 1.       | Emanuel von Herigoyen (* 22. Februar 1849; † 28. November 1888)               | Höhere Adjutantur                     | Hauptmann          | zuletzt Adjutant der Kommandantur München                |
| 2.       | Heinrich Göringer (* 8. November 1843; † 13. Oktober 1926)                    | Generalstab, Höherer Adjutantur       | Generalleutnant    | 1903 zur Disposition gestellt; 1914/17 Brigadekommandeur |
| 3.       | Hugo Sondinger (* 3. Januar 1843; † 8. Dezember 1933)                         | Höhere Adjutantur                     | Generalmajor       | 1894 verabschiedet                                       |
| 4.       | Franz Buz (* 17. April 1849; † 30. April 1916)                                | Höhere Adjutantur                     | Generalleutnant    | 1903 zur Disposition gestellt                            |
| 5.       | Ferdinand Hartmann (* 18. September 1846; † 11. Juli 1897)                    | Höhere Adjutantur                     | Oberst             | zuletzt Kommandeur des 6. Chevaulegers-Regiments         |
| 6.       | Karl Belleville (* 5. August 1846; † 1. Februar 1914)                         |                                       | Generalmajor       | 1899 zur Disposition gestellt                            |
| 7.       | Ludwig von Hartlieb genannt Walsporn (* 28. November 1846; † 2. Februar 1917) | Generalstab, Höhere Adjutantur        | Major              | 1889 verabschiedet                                       |
| 8.       | Maximilian Hartmann (* 23. April 1848; † 29. Juni 1880)                       |                                       | Oberleutnant       | 1875 zur Disposition gestellt                            |
| 9.       | Carl Schweninger (* 30. September 1847; † 13. Januar 1920)                    | absolvierte lediglich den 1. Lehrgang | Oberstleutnant     | 1898 verabschiedet                                       |

## 6. Lehrgang 1873–1876
| Lfd. Nr. | Name (Lebensdaten)                                                 | Eignung                                  | letzter Dienstgrad                                     | Anmerkungen                                                                               |
| -------- | ------------------------------------------------------------------ | ---------------------------------------- | ------------------------------------------------------ | ----------------------------------------------------------------------------------------- |
| 1.       | Friedrich von Kobell (* 26. Februar 1845; † 23. September 1910)    | Höhere Adjutantur                        | Generalmajor                                           | 1895 zur Disposition gestellt; Kornett in der Leibgarde der Hartschiere                   |
| 2.       | Alfred von Meyer (* 4. Juli 1848; † 30. Dezember 1903)             | Generalstab, Lehrfach                    | Oberst                                                 | 1870 Ritter des Militär-Max-Joseph-Ordens; 1900 verabschiedet                             |
| 3.       | Karl Reisner von Lichtenstern (* 29. März 1848; † 9. April 1906)   | Höhere Adjutantur                        | Generalleutnant                                        | 1902 zur Disposition gestellt                                                             |
| 4.       | Arnulf von Bayern (* 6. Juli 1852; † 12. November 1907)            | Generalstab                              | Generaloberst mit dem Rang eines Generalfeldmarschalls | 1892 bis 1906 Kommandierender General des I. Armee-Korps                                  |
| 5.       | Gottlieb Thäter (* 27. Dezember 1846; † 3. September 1912)         | Generalstab, Höhere Adjutantur, Lehrfach | Generalmajor                                           | 1897 Ritterkreuz des Verdienstordens der Bayerischen Krone; 1903 zur Disposition gestellt |
| 6.       | Oskar Hertlein (* 14. April 1850; † 6. Oktober 1887)               | Generalstab, Höhere Adjutantur, Lehrfach | Hauptmann                                              | zuletzt im Kriegsministerium                                                              |
| 7.       | Richard Strehler (* 26. März 1844; † 6. April 1917)                | Generalstab, Höhere Adjutantur, Lehrfach | Oberst                                                 | 1904 verabschiedet                                                                        |
| 8.       | Alfons Falkner von Sonnenburg (* 20. Oktober 1851; † 1. März 1929) | Generalstab                              | Oberst                                                 | 1895 verabschiedet; 1914/19 zur Dienstleistung ins Kriegsministerium                      |
| 9.       | Ferdinand von Leoprechtingen (* 24. August 1846; † 3. Januar 1920) | Höhere Adjutantur                        | Generalmajor                                           | 1901 zur Disposition gestellt                                                             |
| 10.      | Günther von Le Suire (* 21. Oktober 1846; † 18. Juli 1906)         | Höhere Adjutantur                        | Generalmajor                                           | 1903 zur Disposition gestellt                                                             |
| 11.      | Max Emanuel in Bayern (* 7. Dezember 1849; † 12. Juni 1893)        | absolvierte lediglich den 1. Lehrgang    | Generalleutnant                                        | Kommandeur der Equitationsanstalt                                                         |
| 12.      | Adolf Muffel (* 20. Juni 1848; † 11. März 1912)                    | Generalstab                              | Oberst                                                 | 1898 zur Disposition gestellt                                                             |
| 13.      | Carl Feller (* 29. September 1849; † 4. September 1881)            | Generalstab                              | Oberleutnant                                           | zuletzt Adjutant der 1. Feldartillerie-Brigade                                            |

## 7. Lehrgang 1874–1877
| Lfd. Nr. | Name (Lebensdaten)                                                                      | Eignung                                  | letzter Dienstgrad     | Anmerkungen                                                                                            |
| -------- | --------------------------------------------------------------------------------------- | ---------------------------------------- | ---------------------- | --- |
| 1.       | Carl Müller (* 13. Juni 1850; † 14. März 1892)                                          | Generalstab, Höhere Adjutantur, Lehrfach | Hauptmann              | zuletzt Eisenbahn-Linienkommissär in München                                                           |
| 2.       | Karl Staudinger (* 27. Februar 1848; † 4. August 1925)                                  | Höhere Adjutantur, Lehrfach              | Generalmajor           | 1904/19 Vorstand des Bayerischen Kriegsarchivs                                                         |
| 3.       | Theodor von Zwehl (* 14. Juni 1849; † 17. Oktober 1915)                                 | Generalstab, Höhere Adjutantur, Lehrfach | General der Infanterie | 1915 Militärgouverneur des Generalgouvernements Warschau                                               |
| 4.       | Maximilian von Mauchenheim genannt Bechtolsheim (* 7. Oktober 1848; † 11. Februar 1930) | Höhere Adjutantur                        | Generalmajor           | 1904 zur Disposition gestellt                                                                          |
| 5.       | Friedrich Knott (* 16. Juli 1848; † 27. Dezember 1894)                                  |                                          | Oberstleutnant         | 1894 zur Disposition gestellt                                                                          |
| 6.       | Carl Ulrich (* 6. November 1850; † 19. April 1917)                                      | Höhere Adjutantur, Lehrfach              | Generalmajor           | 1901 verabschiedet                                                                                     |
| 7.       | Friedrich Krämer (* 21. Februar 1846; † 10. Oktober 1910)                               | Höhere Adjutantur, Lehrfach              | Oberstleutnant         | 1905 verabschiedet                                                                                     |
| 8.       | Maximilian von Steinsdorf (* 11. Januar 1852; † 2. November 1919)                       | Höhere Adjutantur                        | Generalmajor           | 1905 zur Disposition gestellt; 1914/16 Kommandeur der stellvertretenden 7. Infanterie-Brigade          |
| 9.       | Eduard von Madroux (* 12. November 1845; † 15. Mai 1891)                                | Generalstab, Höhere Adjutantur, Lehrfach | Major                  | 1889 verabschiedet                                                                                     |
| 10.      | Otto Kreß von Kressenstein (* 13. September 1850; † 19. Februar 1929)                   | Generalstab, Höhere Adjutantur, Lehrfach | Generaloberst          | |
| 11.      | Moritz Ratzinger (* 17. Juni 1849; † 4. Januar 1930)                                    | Höhere Adjutantur, Generalstab           | Generalleutnant        | 1905 zur Disposition gestellt; Ehrenmitglied und Ehrenbeirat der Freiwilligen Sanitätskolonnen München |
| 12.      | Eugen Belleville (* 25. September 1849; † Ende 1921)                                    | Generalstab, Höhere Adjutantur, Lehrfach | Major                  | 1894 verabschiedet                                                                                     |

## 8. Lehrgang 1875–1878
| Lfd. Nr. | Name (Lebensdaten)                                                            | Eignung                                          | letzter Dienstgrad     | Anmerkungen                                                                               |
| -------- | ----------------------------------------------------------------------------- | ------------------------------------------------ | ---------------------- | ----------------------------------------------------------------------------------------- |
| 1.       | Felix von Bothmer (* 10. Dezember 1852; † 18. März 1937)                      | Generalstab, Adjutantur, Lehrfach                | Generaloberst          | 1916 Großkreuz des Militär-Max-Joseph-Ordens                                              |
| 2.       | Alfred Eckbrecht von Dürckheim-Montmartin (* 21. Juli 1850; † 10. April 1912) | Generalstab, Adjutantur                          | General der Infanterie | Kommandierender General des II. Armee-Korps, Flügeladjutant König Ludwig II.              |
| 3.       | Carl Döhlemann (* 9. Mai 1849; † 30. April 1897)                              | Generalstab, Höhere Adjutantur                   | Oberstleutnant         | 1896 zur Disposition gestellt                                                             |
| 4.       | Hermann Hohenberger (* 5. Dezember 1850; † 30. Mai 1912)                      | Höhere Adjutantur                                | Oberstleutnant         | 1912 verabschiedet                                                                        |
| 5.       | Hermann Böhm (* 2. Juni 1845; † 5. Mai 1894)                                  | Höhere Adjutantur                                | Major                  | 1893 verabschiedet                                                                        |
| 6.       | Heinrich Henigst (* 9. Januar 1848; † 5. Dezember 1916)                       | Höhere Adjutantur, Lehrfach                      | Generalmajor           | 1897 Ritterkreuz des Verdienstordens der Bayerischen Krone                                |
| 7.       | Ludwig Backert (* 8. Januar 1850; † 26. Mai 1912)                             | Generalstab, Höhere Adjutantur, Lehrfach         | Oberst                 | 1896 zur Disposition gestellt                                                             |
| 8.       | Ludwig Lindpaintner (* 6. Januar 1849; † 28. November 1896)                   | Generalstab, Höhere Adjutantur                   | Oberstleutnant         | Kommandeur des 2. Ulanen-Regiments „König“, 1896 zur Disposition gestellt                 |
| 9.       | Carl von Spieß (* 1. Juni 1849; † 8. Oktober 1928)                            | Generalstab, Höhere Adjutantur, Lehrfach         | Oberstleutnant         | 1896 verabschiedet                                                                        |
| 10.      | Clemens von Vacchiery (* 12. Mai 1849; † 22. Juni 1924)                       | Generalstab, Höhere Adjutantur                   | Major                  | 1893 verabschiedet                                                                        |
| 11.      | Maximilian Zerreiß (* 1. Februar 1847; † 4. Mai 1898)                         | Höhere Adjutantur, Generalstab                   | Oberstleutnant         | Kommandeur des 1. Feldartillerie-Regiments                                                |
| 12.      | Maximilian Schlagintweit (* 13. November 1849; † 17. April 1935)              | Höhere Adjutantur, Lehrfach (Militär-Geographie) | Oberst                 | 1907 zur Disposition gestellt, Gründungsmitglied der Münchner Geographischen Gesellschaft |

## 9. Lehrgang 1876–1879
| Lfd. Nr. | Name (Lebensdaten)                                                       | Eignung                                                       | letzter Dienstgrad     | Anmerkungen |
| -------- | ------------------------------------------------------------------------ | ------------------------------------------------------------- | ---------------------- | --- |
| 1.       | Franz Illing (* 1. März 1852; † 31. Dezember 1902)                       | Generalstab, Höhere Adjudantur, Lehrfach                      | Oberst                 | 1901 Ritterkreuz des Verdienstordens der Bayerischen Krone |
| 2.       | Karl Ferdinand Inama von Sternegg (* 15. März 1851; † 31. Juli 1924)     | Generalstab, Höhere Adjutantur, Lehrfach (Militär-Geographie) | General der Infanterie | 1906 zur Disposition gestellt |
| 3.       | Ernst Prestele (* 21. April 1849; † 12. September 1910)                  | keine besondere Begutachtung                                  | Major                  | 1896 verabschiedet |
| 4.       | Eugen Ehrensberger (* 26. Oktober 1851; † 6. Januar 1915)                | Höhere Adjutantur                                             | Oberst                 | Kommandeur des 16. Infanterie-Regiments „Großherzog Ferdinand von Toskana“                                                                                      |
| 5.       | Thomas Banfield (* 14. September 1849; † 29. November 1898)              | keine besondere Begutachtung                                  | Oberst                 | Kommandeur des 9. Infanterie-Regiments „Wrede“ |
| 6.       | Raimund Furtner (* 24. März 1850; † 13. April 1921)                      | Höhere Adjutantur, Generalstab                                | Oberstleutnant         | 1896 verabschiedet; 1914/17 Bataillonsführer beim Gefangenenlager Würzburg                                                                                      |
| 7.       | Ludwig von Baldinger (* 23. Mai 1848; † 8. September 1909)               | Generalstab, Höhere Adjutantur                                | Major                  | 1896 zur Disposition gestellt; 1904 verabschiedet |
| 8.       | Maximilian Gerstner (* 22. März 1849; † 26. Mai 1915)                    | Generalstab, Höhere Adjutantur, Lehrfach                      | General der Artillerie | Gouverneur der Festung Ingolstadt, 1903 Komtur des Verdienstordens der Bayerischen Krone                                                                        |
| 9.       | Karl Endres (* 2. Oktober 1847; † 24. Dezember 1907)                     | Generalstab, Höhere Adjutantur                                | Generalleutnant        | 1897 Ritterkreuz des Verdienstordens der Bayerischen Krone; 1905 Kommandeur der 2. Division; Chef des Generalstabs und Inspekteur der Militär-Bildungsanstalten |
| 10.      | Johann Streck (* 10. Februar 1850; † 12. Dezember 1914)                  | Generalstab, Höhere Adjutantur                                | Generalleutnant        | 1905 Gouverneur der Festung Ingolstadt |
| 11.      | Franz von Barth zu Harmating (* 10. Mai 1848; † 7. Januar 1886)          | keine besondere Begutachtung                                  | Hauptmann              | zuletzt Kompaniechef im 1. Fußartillerie-Regiment |
| 12.      | Hermann von Gemmingen-Massenbach (* 18. Januar 1852; † 1. November 1908) | wegen Krankheit im 3. Kurs keine Beurteilung                  | Generalmajor           | 1905 zur Disposition gestellt |

## 10. Lehrgang 1877–1880
| Lfd. Nr. | Name (Lebensdaten)                                            | Eignung                                                                               | letzter Dienstgrad | Anmerkungen                                                 |
| -------- | ------------------------------------------------------------- | ------------------------------------------------------------------------------------- | ------------------ | ----------------------------------------------------------- |
| 1.       | Hamilkar Heiden (* 2. Oktober 1847; † 8. Januar 1927)         | Höhere Adjutantur, Generalstab                                                        | Oberst             | Referent im Kriegsministerium                               |
| 2.       | Eduard Küster (* 12. Juli 1849; † 12. Juli 1888)              | keine                                                                                 | Hauptmann          | Kompaniechef an der Kriegsschule                            |
| 3.       | Karl Casties (* 26. September 1848; † 19. Juli 1904)          | Höhere Adjutantur, Generalstab                                                        | Oberleutnant       | 1884 verabschiedet, Amtsvorsteher des Amtsbezirks Gogolin   |
| 4.       | Ludwig Sirl (* 3. Januar 1850; † 21. August 1904)             | Generalstab, Höhere Adjutantur, Lehrfach (Taktik, Militär-Geographie)                 | Generalmajor       | Kommandeur der 9. Infanterie-Brigade                        |
| 5.       | Eugen Götzl (* 18. Februar 1848; † 1922)                      | Höhere Adjutantur, Generalstab                                                        | Oberstleutnant     | 1918 von der Kriegsverwendung enthoben                      |
| 6.       | Hermann Hutter (* 22. Dezember 1848; † 30. Januar 1926)       | Höhere Adjutantur, Generalstab                                                        | Major              | 1897 verabschiedet                                          |
| 7.       | Richard von Hößlin (* 1. Februar 1853; † 23. Januar 1930)     | Generalstab, Höhere Adjutantur, Lehrfach (Taktik, Militär-Geographie)                 | Generalleutnant    | 1905 verabschiedet                                          |
| 8.       | August Freiherr von Müller (* 18. Juli 1852; † 20. März 1926) | Höhere Adjutantur, Generalstab                                                        | Generalmajor       | Pagenhofmeister                                             |
| 9.       | Maximilian von Neubeck (* 5. Juli 1851; † 8. Januar 1924)     | Generalstab, Höhere Adjutantur, Lehrfach                                              | Generalmajor       | Kommandeur der 2. Feldartillerie-Brigade                    |
| 10.      | Arthur Straßner (* 28. Juli 1851; † 17. August 1936)          | Höhere Adjutantur                                                                     | Generalleutnant    | 1915 stellvertretender Inspekteur der technischen Institute |
| 11.      | Ferdinand Aurnheimer (* 22. Juni 1848; † 5. Januar 1931)      | Generalstab, Höhere Adjutantur, Lehrfach (Taktik, Waffenlehre und Militär-Geographie) | Oberst             | 1918 verabschiedet                                          |
| 12.      | Johann Klarmann (* 18. Januar 1846; † 6. März 1928)           | Generalstab, Höhere Adjutantur, Lehrfach                                              | Oberst             | 1915 verabschiedet                                          |

## 11. Lehrgang 1878–1881
| Lfd. Nr. | Name (Lebensdaten)                                                            | Eignung                                  | letzter Dienstgrad     | Anmerkungen                                                                |
| -------- | ----------------------------------------------------------------------------- | ---------------------------------------- | ---------------------- | -------------------------------------------------------------------------- |
| 1.       | August Ritter und Edler von Sedelmair (* 14. August 1855; † 21. Februar 1912) | Höhere Adjutantur, Lehrfach              | Oberst                 | 1900 verabschiedet                                                         |
| 2.       | Eduard Zorn (* 12. Juli 1852; † 18. Oktober 1903)                             | Höhere Adjutantur                        | Oberst                 | 1899 Kommandeur des Kadettenkorps                                          |
| 3.       | Emil Gradinger (* 5. April 1853; † 24. Juli 1911)                             | Höhere Adjutantur, Lehrfach (Taktik)     | Generalmajor           | Kommandeur des 16. Infanterie-Regiments „Großherzog Ferdinand von Toskana“ |
| 4.       | Wilhelm Beck (* 9. Februar 1851; † 29. März 1934)                             | Höhere Adjutantur                        | Oberst                 | 1904 verabschiedet                                                         |
| 5.       | Ludwig Naegelsbach (* 21. Juni 1851; † 30. April 1922)                        | Höhere Adjutantur                        | Generalleutnant        | 1909 zur Disposition gestellt                                              |
| 6.       | Anton Herzing (* 14. März 1849; † 30. Oktober 1900)                           | keine                                    | Major                  | 1893 verabschiedet                                                         |
| 7.       | Konstantin von Gebsattel (* 13. Februar 1854; † 10. Mai 1932)                 | Höhere Adjutantur                        | General der Kavallerie | 1906 Inspekteur der Kavallerie                                             |
| 8.       | Konrad Schreiber (* 1. Oktober 1850; † 8. Januar 1903)                        | Höhere Adjutantur                        | Major                  | 1892 verabschiedet                                                         |
| 9.       | August Dietrich (* 11. November 1850; † 1. August 1926)                       | Adjutantur                               | Generalleutnant        | 1902 bis 1906 Inspekteur der technischen Institute                         |
| 10.      | Friedrich Otto (* 17. Mai 1859; † 26. Dezember 1925)                          | Generalstab, Höhere Adjutantur           | Generalmajor           | 1916/17 stellvertretender Kommandeur des Kadettenkorps                     |
| 11.      | Friedrich Lobenhoffer (* 7. Februar 1850; † 18. Dezember 1918)                | Generalstab, Höhere Adjutantur, Lehrfach | General der Artillerie | 1908 Komtur des Verdienstordens der Bayerischen Krone                      |
| 12.      | Johann von Plötz (* 8. Oktober 1852; † 28. März 1882)                         | keine besondere Qualifikation            | Premierleutnant        |                                                                            |

## 12. Lehrgang 1879–1882
| Lfd. Nr. | Name (Lebensdaten)                                                | Eignung                                           | letzter Dienstgrad     | Anmerkungen                                                                                     |
| -------- | ----------------------------------------------------------------- | ------------------------------------------------- | ---------------------- | ----------------------------------------------------------------------------------------------- |
| 1.       | Ernst von Barth zu Harmating (* 13. Juli 1849; † 29. August 1934) | Generalstab, Höhere Adjutantur, Lehrfach          | General der Infanterie | 1905 zur Disposition gestellt                                                                   |
| 2.       | Eduard Hagen (* 31. Dezember 1851; † 26. Oktober 1932)            | Höhere Adjutantur                                 | Generalleutnant        | 1904 zur Disposition gestellt                                                                   |
| 3.       | Joseph Röger (* 6. August 1852; † 20. Dezember 1932)              | Lehrfach                                          | Oberst                 | stellvertretender Landsturm-Inspekteur                                                          |
| 4.       | Joseph Rittmann (* 18. Oktober 1854; † 9. November 1914)          | Höhere Adjutantur                                 | Generalmajor           | Kommandeur der 4. Infanterie-Brigade, 1908 zur Disposition gestellt                             |
| 5.       | Ludwig von Rotenhan (* 2. April 1850; † 3. März 1922)             | keine                                             | Generalleutnant        | 1914/15 Inspekteur der Ersatz-Eskadronen des III. Armee-Korps                                   |
| 6.       | Kaspar Häusler (* 8. Februar 1854; † 21. März 1938)               | Generalstab, Höhere Adjutantur, Lehrfach          | Generalmajor           | Kommandeur der 3. Feldartillerie-Brigade, 1905 zur Disposition gestellt                         |
| 7.       | Maximilian Halder (* 2. März 1853; † 23. Mai 1912)                | Generalstab, Höhere Adjutantur                    | Generalmajor           | Kommandant der Festung Germersheim                                                              |
| 8.       | Hermann Käß (* 15. März 1871; † vor 1919)                         | Höhere Adjutantur, Lehrfach (Taktik, Feldkunde)   | Major                  | 1918 aus dem Dienst entlassen                                                                   |
| 9.       | Edwin von Rauscher auf Weeg (* 10. Februar 1852; † 5. April 1924) | Höhere Adjutantur                                 | Generalleutnant        | 1910 zur Disposition gestellt                                                                   |
| 10.      | Hermann Keller (* 12. Februar 1852; † 2. Mai 1912)                | Generalstab, Höhere Adjutantur, Lehrfach (Taktik) | Oberst                 | Kommandeur des 5. Feldartillerie-Regiments „König Alfons XIII. von Spanien“, 1901 verabschiedet |
| 11.      | Emil Pfülf (* 16. Juni 1851; † 9. November 1918)                  | Höhere Adjutantur, Lehrfach                       | Oberst                 | Vorstand der Armee-Bibliothek, 1906 verabschiedet                                               |
| 12.      | Karl Abelein (* 27. November 1851; † 14. April 1937)              | keine                                             | Oberst                 | 1917 zur Disposition gestellt                                                                   |

## 13. Lehrgang 1880–1883
| Lfd. Nr. | Name (Lebensdaten)                                                              | Eignung                                                             | letzter Dienstgrad     | Anmerkungen |
| -------- | ------------------------------------------------------------------------------- | ------------------------------------------------------------------- | ---------------------- | --- |
| 1.       | Ludwig Moser (* 24. August 1854; † 16. Mai 1938)                                | Generalstab, Höhere Adjutantur                                      | Generalleutnant        | Kommandeur der 1. Ersatz-Infanterie-Brigade                                                                       |
| 2.       | Hermann Gürleth (* 8. März 1853; † 19. November 1923)                           | Höhere Adjutantur                                                   | Oberstleutnant         | 1897 verabschiedet                                                                                                |
| 3.       | Joseph Oppmann (* 3. Oktober 1849; † 27. Juli 1910)                             | Höhere Adjutantur, Lehrfach                                         | Oberstleutnant         | 1899 verabschiedet                                                                                                |
| 4.       | Friedrich Pflaum (* 3. März 1852; † 21. April 1919)                             | Generalstab, Höhere Adjutantur, Lehrfach                            | General der Infanterie | 1902 Ritterkreuz des Verdienstordens der Bayerischen Krone                                                        |
| 5.       | Gottlieb Freiherr Stromer von Reichenbach (* 6. Januar 1850; † 21. August 1892) | Höhere Adjutantur                                                   | Hauptmann              | Kompaniechef im 19. Infanterie-Regiment „König Humbert I. von Italien“                                            |
| 6.       | Hugo Bouhler (* 13. April 1855; † 24. Oktober 1939)                             | Höhere Adjutantur                                                   | Generalleutnant        | 1916 Mitglied des Reichsmilitärgerichts, 1918 verabschiedet                                                       |
| 7.       | Emanuel Freiherr von Perfall (* 4. November 1853; † 7. Februar 1943)            | Höhere Adjutantur                                                   | Oberstleutnant         | 1915 persönlicher Adjutant von Prinz Leopold, 1919 zur Disposition gestellt, Hofmarschall im Bayerischen Hofstaat |
| 8.       | Emil Heinze (* 15. Juni 1851; † 15. Dezember 1906)                              | Höhere Adjutantur                                                   | Oberstleutnant         | Kommandeur des 2. Ulanen-Regiments „König“, 1902 verabschiedet                                                    |
| 9.       | Hermann Gläser (* 4. Februar 1853; † 10. April 1908)                            | Höhere Adjutantur                                                   | Oberleutnant           | 1886 verabschiedet                                                                                                |
| 10.      | Rudolf Freiherr von Rehlingen (* 19. September 1851; † 28. August 1920)         | Höhere Adjutantur                                                   | Major                  | 1891 verabschiedet                                                                                                |
| 11.      | Karl Pfeuffer (* 3. Mai 1852; † 12. September 1924)                             | Höhere Adjutantur                                                   | Oberstleutnant         | 1897 verabschiedet                                                                                                |
| 12.      | Johann Baptist Hueber (* 14. März 1853; † 9. Januar 1927)                       | Generalstab, Höhere Adjutantur, Lehrfach (Taktik, Kriegsgeschichte) | Oberst                 | Vorstand des Landwehr-Abteilung im stellvertretenden Generalkommando des II. Armee-Korps                          |

## 14. Lehrgang 1881–1884
| Lfd. Nr. | Name (Lebensdaten)                                                       | Eignung | letzter Dienstgrad     | Anmerkungen                                                                                      |
| -------- | ------------------------------------------------------------------------ | --- | ---------------------- | ------------------------------------------------------------------------------------------------ |
| 1.       | Otto Freiherr von Hallberg zu Broich (* 25. Januar 1852; † 7. März 1905) | Höhere Adjutantur | Oberstleutnant         | 1899 zur Disposition gestellt                                                                    |
| 2.       | Theodor Gerstl (* 24. März 1852; † 18. Juli 1915)                        | Generalstab, Höhere Adjutantur, Lehrfach (Taktik, Terrainlehre, Militär-Zeichnen, Militär-Geographie, Kriegsgeschichte) | Oberstleutnant         | 1898 zur Disposition gestellt; 1907 verabschiedet                                                |
| 3.       | Karl Fasbender (* 3. November 1852; † 13. Mai 1933)                      | Generalstab, Höhere Adjutantur, Lehrfach                                                                                | General der Infanterie | 1914/16 Kommandierender General des I. Reserve-Korps; 1918 Oberbefehlshaber der 19. Armee        |
| 4.       | Ludwig Hieber (* 17. Dezember 1851; † 19. September 1904)                | Höhere Adjutantur | Oberst                 | Kommandeur des 17. Infanterie-Regiments                                                          |
| 5.       | Theodor Heydenreich (* 29. Juli 1851; † 16. Oktober 1936)                | Generalstab, Höhere Adjutantur, Lehrfach                                                                                | Generalmajor           | 1903 zur Disposition gestellt; 1914/19 Inspekteur der Kriegsgefangenenlager des III. Armee-Korps |
| 6.       | Maximilian Pracher (* 14. Mai 1854; † 28. Juni 1939)                     | Brigade-Adjutantur | Oberstleutnant         | 1899 zur Disposition gestellt                                                                    |
| 7.       | Maximilian von Speidel (* 13. September 1856; † 24. Februar 1943)        | Höhere Adjutantur | General der Kavallerie | 1911 zur Disposition gestellt; 1914/15 Kommandeur der 6. Reserve-Division; Staatsrat             |
| 8.       | Josef Peter (* 25. April 1852; † 1. Februar 1939)                        | Höherer Adjutantur, Lehrfach (Waffenlehre) sowie Artillerie- und Ingenieur-Schule                                       | Generalmajor           | 1904 verabschiedet; 1915/18 Kommandant des Kriegsgefangenenlagers Ingolstadt                     |
| 9.       | Friedrich Schönlaub (* 28. März 1854; † 9. Februar 1919)                 | Höhere Adjutantur | Hauptmann              | 1890 verabschiedet                                                                               |
| 10.      | Adolf Paraquin (* 25. Januar 1853; † 7. Dezember 1918)                   | Generalstab, Höhere Adjutantur                                                                                          | Oberst                 | 1899 zur Disposition gestellt, 1906 Vorstand der Armeebibliothek                                 |
| 11.      | Karl Brug (* 15. Juni 1855; † 25. April 1923)                            | Generalstab, Höhere Adjutantur, Lehrfach                                                                                | General der Infanterie | 1903 Ritterkreuz des Verdienstordens der Bayerischen Krone                                       |
| 12.      | Wilhelm Medicus (* 24. Juli 1853; † 22. September 1924)                  | Lehrfach | Oberst                 | 1911 verabschiedet                                                                               |

## 15. Lehrgang 1882–1885
| Lfd. Nr. | Name (Lebensdaten)                                                   | Eignung | letzter Dienstgrad     | Anmerkungen |
| -------- | -------------------------------------------------------------------- | --- | ---------------------- | --- |
| 1.       | Rudolf Rösch (* 24. September 1851; † 8. August 1921)                | Generalstab, Höhere Adsjutantur, Lehrfach (Taktik, Militär-Geographie, Kriegsgeschichte)                   | General der Infanterie | 1909 zur Disposition gestellt; 1915/16 Kommandeur der 10. Division                                                                        |
| 2.       | Karl von Wallmenich (* 27. Februar 1854; † 9. September 1929)        | Höhere Adjutantur                                                                                          | Oberst                 | 1903 verabschiedet; Studium der Geschichte, Militärschriftsteller; Straßenbenennung in München                                            |
| 3.       | Karl Köppel (* 20. August 1854; † 31. März 1927)                     | Generalstab, Höhere Adjutantur, Lehrfach (Taktik, Militär-Geographie)                                      | General der Infanterie | stellv. Militär-Bevollmächtigter in Berlin, 1918 von der Dienststellung enthoben                                                          |
| 4.       | Eduard Graf (* 31. Oktober 1854; † 3. März 1916)                     | Generalstab, Höhere Adjutantur, Lehrfach (Taktik, Terrainlehre, Aufnahme, Planzeichnen, Miliät-Geographie) | Generalleutnant        | 1906 zur Disposition gestellt; 1906 Ritterkreuz des Verdienstordens der Bayerischen Krone; 1915/16 Kommandeur der Ersatz-Division         |
| 5.       | Jakob Pflügl (* 5. Februar 1855; † 23. Januar 1917)                  | Generalstab, Höhere Adjutantur, Lehrfach                                                                   | Generalmajor           | 1904 verabschiedet; 1914/17 Chef des Generalstabes des stellvertretenden Generalkommandos des III. Armee-Korps                            |
| 6.       | Franz Martin (* 25. April 1854; † 12. August 1931)                   | Höhere Adjutantur                                                                                          | Generalleutnant        | 1908 zur Disposition gestellt; 1917 Ritterkreuz des Verdienstordens der Bayerischen Krone; 1. Präsident des Reit- und Fahrvereins München |
| 7.       | Karl Köppel (* 3. Dezember 1853; † 2. August 1919)                   | Höhere Adjutantur                                                                                          | Rittmeister            | 1889 verabschiedet, später Kunstmaler |
| 8.       | Florian Gaßner (* 28. Oktober 1852; † 25. Mai 1906)                  | keine besondere Qualifikation                                                                              | Major                  | 1899 zur Disposition gestellt; 1904 verabschiedet                                                                                         |
| 9.       | Luitpold Freiherr von Horn (* 1. Januar 1854; † 22. Juni 1914)       | Generalstab                                                                                                | General der Artillerie | 1914 zur Disposition gestellt |
| 10.      | Alfred Freiherr von Kesling (* 12. Februar 1854; † 2. Oktober 1929)  | Höhere Adjutantur                                                                                          | Generalleutnant        | 1908 zur Disposition gestellt; Oberleutnant der Hartschiere                                                                               |
| 11.      | Stefan von Inama-Sternegg (* 13. Januar 1853; † 27. Juli 1890)       | Höhere Adjutantur                                                                                          | Oberleutnant           | 1887 verabschiedet |
| 12.      | Wilhelm Freiherr von Waldenfels (* 5. Juli 1853; † 4. Dezember 1936) | Höhere Adjutantur und Lehrfach (Artillerie-Wissenschaften)                                                 | Generalleutnant        | |

## 16. Lehrgang 1883–1886
| Lfd. Nr. | Name (Lebensdaten)                                                 | Eignung                                                                                                   | letzter Dienstgrad     | Anmerkungen |
| -------- | ------------------------------------------------------------------ | --- | ---------------------- | --- |
| 1.       | Friedrich Kreß von Kressenstein (* 31. März 1855; † 6. Juni 1920)  | Generalstab, Höhere Adjutantur                                                                            | General der Infanterie | 1913 verabschiedet; 1914/15 Kommandeur der 5. Reserve-Division                                                                    |
| 2.       | Karl Martini (* 20. Januar 1855; † 13. August 1935)                | Generalstab, Höhere Adjutantur und Lehrfach                                                               | General der Infanterie | 1909 Komtur des Verdienstordens der Bayerischen Krone; 1912/14 Kommandierender General der II. Armee-Korps                        |
| 3.       | Johann Gerneth (* 2. April 1848; † 4. November 1901)               | Generalstab, Höhere Adjutantur und Lehrfach (Taktik, Militär-Geographie)                                  | Oberst                 | 1897 Ritterkreuz des Verdienstordens der Bayerischen Krone; Mitglied des Reichsmilitärgerichts                                    |
| 4.       | Otto Wening (* 9. November 1854; † 10. Januar 1917)                | Höhere Adjutantur                                                                                         | Generalleutnant        | 1909 zur Disposition gestellt; 1916/17 Kommandeur der stellvertretenden 10. Infanterie-Brigade                                    |
| 5.       | Gustav Freiherr von Waldenfels (* 7. März 1851; † 28. August 1894) | Höhere Adjutantur                                                                                         | Major                  | |
| 6.       | Albert Hänle (* 11. Dezember 1852; † 28. April 1928)               | keine Begutachtung                                                                                        | Oberleutnant           | 1887 verabschiedet |
| 7.       | Maximilian Waßner (* 11. Oktober 1855; † 15. Juli 1931)            | Generalstab, Höhere Adjutantur                                                                            | Generalmajor           | 1904 zur Disposition gestellt; 1914/15 Abteilungschef im Kriegsministerium                                                        |
| 8.       | Felix Eder (* 7. Januar 1856; † 21. Januar 1942)                   | Generalstab, Lehrfach (Taktik, Kriegsgeschichte, Militär-Geographie, Militär-Zeichnen), Höhere Adjutantur | General der Infanterie | 1913 zur Disposition gestellt; 1915/18 Kommandeur der 1. Landwehr-Division; 1918 Komtur des Verdienstordens der Bayerischen Krone |
| 9.       | Wilhelm Renz (* 18. April 1855; † 24. Mai 1913)                    | Höhere Adjutantur                                                                                         | Oberst                 | 1912 verabschiedet |
| 10.      | Rudolf Freiherr von Thüngen (* 26. April 1855; † 20. Februar 1929) | Höhere Adjutantur                                                                                         | Oberst                 | 1904 verabschiedet; Kammerjunker; Dr. phil h.c der Universität Erlangen                                                           |
| 11.      | Johann Faubel (* 5. Mai 1855; † 20. September 1890)                | Höhere Adjutantur                                                                                         | Hauptmann              | zuletzt Batteriechef im 1. Feldartillerie-Regiment                                                                                |
| 12.      | Julius Halder (* 21. Oktober 1855; † 6. August 1905)               | Höhere Adjutantur, Lehrfach (Waffenlehre, Artillerie-Wissenschaft, Taktik)                                | Oberst                 | zuletzt Kommandeur des 6. Feldartillerie-Regiments                                                                                |
| 13.      | Karl Dühmig (* 16. August 1850; † 30. Juni 1922)                   | keine Begutachtung                                                                                        | Oberstleutnant         | 1903 pensioniert |

## 17. Lehrgang 1884–1887
| Lfd. Nr. | Name (Lebensdaten)                                                                         | Eignung                                                                              | letzter Dienstgrad     | Anmerkungen |
| -------- | ------------------------------------------------------------------------------------------ | ------------------------------------------------------------------------------------ | ---------------------- | --- |
| 1.       | Michael Heilmann (* 20. März 1855; † 26. Dezember 1906)                                    | Höhere Adjutantur                                                                    | Oberstleutnant         | 1906 verabschiedet |
| 2.       | Ernst Freiherr von Lutz (* 22. Februar 1859; † 19. Juli 1921)                              | keine besondere Qualifizierung                                                       | Major                  | 1904 verabschiedet |
| 3.       | Robert Fischer (* 23. Februar 1859; † 2. Dezember 1937)                                    | Generalstab, Höhere Adjutantur und Lehrfach (Taktik, Terrainkunde, Militär-Zeichnen) | General der Infanterie | 1908 Ritterkreuz des Verdienstordens der Bayerischen Krone; 1916 zur Disposition gestellt                                                               |
| 4.       | Gottlieb Paulus (* 15. Dezember 1851; † 11. September 1923)                                | Generalstab, Höhere Adjutantur und Lehrfach (Kriegsgeschichte)                       | Oberstleutnant         | 1919 verabschiedet |
| 5.       | Wilhelm Graf von Ysenburg-Philippseich (* 14. April 1856; † 24. Dezember 1900)             | Generalstab, Höhere Adjutantur                                                       | Major                  | 1900 zur Disposition gestellt |
| 6.       | Otto Schmidt (* 21. Juli 1856; † 21. Februar 1929)                                         | Generalstab und Höhere Adjutantur                                                    | General der Kavallerie | 1903 Ritterkreuz des Verdienstordens der Bayerischen Krone; 1915/18 Kommandeur der 6. Landwehr-Division; 1915 Ritterkreuz des Militär-Max-Joseph-Ordens |
| 7.       | Edmund Hebberling (* 1. Januar 1855; † 2. Juli 1891)                                       | Höhere Adjutantur                                                                    | Hauptmann              | zuletzt Batteriechef im 2. Feldartillerie-Regiment |
| 8.       | Friedrich Deppert (* 25. November 1855; † 14. Juli 1915)                                   | Generalstab, Höhere Adjutantur und Lehrfach                                          | Generalleutnant        | 1906 zur Disposition gestellt; 1915 Kommandeur der 5. Ersatz-Brigade                                                                                    |
| 9.       | Julius Mülholtzer von Mülholtz auf Kirchenreinbach (* 5. August 1854; † 23. Dezember 1904) | Höhere Adjutantur und Lehrfach (Befestigungslehre)                                   | Oberst                 | zuletzt Abteilungschef bei der Inspektion des Ingenieur-Korps und der Festungen                                                                         |

## 18. Lehrgang 1885–1888
| Lfd. Nr. | Name (Lebensdaten)                                                       | Eignung                                                              | letzter Dienstgrad     | Anmerkungen |
| -------- | ------------------------------------------------------------------------ | -------------------------------------------------------------------- | ---------------------- | --- |
| 1.       | Oskar von Xylander (* 16. Januar 1856; † 22. Mai 1940)                   | Generalstab und Höhere Adjutantur                                    | General der Infanterie | 1913/18 Kommandierender General des I. Armee-Korps; Ritterkreuz des Militär-Max-Joseph-Ordens; 1918 zur Disposition gestellt |
| 2.       | Theodor Scheler (* 19. September 1859; † 15. Juni 1937)                  | keine besondere Begutachtung                                         | Generalmajor           | 1913 zur Disposition gestellt; 1914/15 Kommandeur der 14. Reserve-Infanterie-Brigade; 1915 verabschiedet                     |
| 3.       | Alfred Göringer (* 4. Oktober 1856; † 21. August 1932)                   | Höhere Adjutantur und Lehrfach                                       | General der Infanterie | 1915 Ritterkreuz des Militär-Max-Joseph-Ordens; 1917 zur Disposition gestellt                                                |
| 4.       | Ambrosius Walch (* 25. September 1852; † 5. Juli 1922)                   | ohne besondere Begutachtung                                          | Oberst                 | 1902 zur Disposition gestellt; 1914/18 Kommandeur des Landwehrbezirks Mindelheim                                             |
| 5.       | Gottfried Krieger (* 16. September 1856; † 19. September 1926)           | keine besondere Begutachtung                                         | Generalleutnant        | 1915 verabschiedet |
| 6.       | Heinrich Bartz (* 3. Oktober 1857; † 7. Juli 1942)                       | keine besondere Begutachtung                                         | Oberst                 | 1919 verabschiedet |
| 7.       | Ludwig Freiherr von Podewils (* 4. Februar 1855; † 17. Oktober 1915)     | Generalstab                                                          | Oberst                 | 1907 zur Disposition gestellt                                                                                                |
| 8.       | Hermann Freiherr von Gebsattel (* 13. Juli 1855; † 11. Januar 1939)      | keine besondere Begutachtung                                         | Generalmajor           | 1907 zur Disposition gestellt                                                                                                |
| 9.       | Theodor von Huber-Liebenau (* 15. September 1858; † 9. August 1939)      | keine Begutachtung                                                   | Generalleutnant        | 1917 verabschiedet |
| 10.      | Heinrich Freiherr von Gumppenberg (* 29. Juli 1855; † 22. Dezember 1924) | Generalstab, Höhere Adjutantur                                       | Rittmeister            | 1890 verabschiedet |
| 11.      | Martin Denk (* 12. Juli 1854; † 6. September 1935)                       | Höhere Adjutantur, Lehrfach                                          | General der Artillerie | 1905 Ritterkreuz des Verdienstordens der Bayerischen Krone; 1914 zur Disposition gestellt; 1917 verabschiedet                |
| 12.      | Gustav Scanzoni von Lichtenfels (* 13. März 1855; † 16. März 1924)       | Generalstab, Höhere Adjutantur und Lehrfach                          | General der Artillerie | 1911 zur Disposition gestellt; 1914/17 Kommandeur der 6. Reserve-Division                                                    |
| 13.      | Emanuel Riezler (* 13. Juni 1854; † 30. Juli 1938)                       | Höhere Adjutantur, Lehrfach (Waffenlehre, Artillerie-Wissenschaften) | Generalmajor           | 1906 zur Disposition gestellt                                                                                                |

## 19. Lehrgang 1886–1889
| Lfd. Nr. | Name (Lebensdaten)                                        | Eignung | letzter Dienstgrad     | Anmerkungen |
| -------- | --------------------------------------------------------- | --- | ---------------------- | --- |
| 1.       | Eugen Benzino (* 9. Oktober 1856; † 28. November 1915)    | Generalstab, Höhere Adjutantur und Lehrfach (Taktik, Kriegsgeschichte, Militär-Geographie, Militär-Zeichnen) | General der Infanterie | 1908 Ritterkreuz des Verdienstordens der Bayerischen Krone; 1914/15 Kommandeur der Ersatz-Division                       |
| 2.       | Gustav Schoch (* 25. Mai 1858; † 6. Mai 1924)             | Generalstab, Höhere Adjutantur                                                                               | General der Infanterie | 1909 Ritterkreuz des Verdienstordens der Bayerischen Krone; 1916 zur Disposition gestellt; 1918 verabschiedet; Staatsrat |
| 3.       | Maximilian Kanz (* 15. März 1859; † 2. Januar 1921)       | Generalstab, Höhere Adjutantur und Lehrfach (Taktik, Militär-Geographie)                                     | Generalmajor           | 1910 zur Disposition gestellt; 1915/18 Kriegsgefangenenwesen; 1918 verabschiedet                                         |
| 4.       | Jakob Spindler (* 6. März 1853; † 10. Januar 1935)        | Höhere Adjutantur, Lehrfach (Terrainlehre, Militär-Zeichnen)                                                 | Generalmajor           | 1918 verabschiedet |
| 5.       | Friedrich Schröder (* 8. Mai 1857; † 19. September 1934)  | Höhere Adjutantur                                                                                            | Oberstleutnant         | 1916 verabschiedet |
| 6.       | Heinrich Meyer (* 9. Februar 1857; † 17. Februar 1939)    | Höhere Adjutantur                                                                                            | Generalleutnant        | 1917 verabschiedet |
| 7.       | Karl von Hirschberg (* 7. Dezember 1855; † 12. Juni 1927) | Generalstab und Höhere Adjutantur                                                                            | Generalleutnant        | 1909 zur Disposition gestellt; 1914/16 Gouverneur der Festung Namur; 1916 verabschiedet                                  |
| 8.       | Fridolin Fixle (* 23. Mai 1854; † 28. November 1927)      | Höhere Adjutantur, Lehrfach (Artillerie-Wissenschaft, Waffenlehre)                                           | Oberstleutnant         | 1902 zur Disposition gestellt; 1914/17 Vorsitzender der Pulver-Abnahme-Kommission Walsrode/Dachau                        |
| 9.       | Maximilian Höhn (* 16. August 1859; † 26. April 1936)     | Generalstab, Höhere Adjutantur                                                                               | General der Artillerie | 1914 Ritterkreuz des Militär-Max-Joseph-Ordens; 1919 verabschiedet                                                       |
| 10.      | Alexander von Zwehl (* 4. August 1853; † 19. August 1921) | Wegen Ernennung zum Batteriechef nach dem I. Kurses ausgeschieden                                            | Oberstleutnant         | 1898 zur Disposition gestellt; Hofkavalier des Königs Otto von Bayern                                                    |
| 11.      | August Damboer (* 20. August 1857; † 7. November 1921)    | Höhere Adjutantur, Lehrfach (Militär-Geographie, Artillerie-Wissenschaft)                                    | Generalmajor           | 1917/19 Referent im Kriegsministerium; 1919 verabschiedet                                                                |

## 20. Lehrgang 1887–1890
| Lfd. Nr. | Name (Lebensdaten)                                                 | Eignung                                                       | letzter Dienstgrad     | Anmerkungen |
| -------- | ------------------------------------------------------------------ | ------------------------------------------------------------- | ---------------------- | --- |
| 1.       | Karl Völk (* 3. Juni 1856; † 20. März 1934)                        | Generalstab                                                   | Generalmajor           | 1907 zur Disposition gestellt; 1914/15 Kommandeur der mobilen Etappenkommandantur Nr. 3                                                                      |
| 2.       | Arthur Bonnet (* 17. November 1869; † 25. Juni 1899)               |                                                               | Oberleutnant           | bei einem Unfall am Wilden Kaiser verstorben |
| 3.       | August Prager (* 13. Mai 1854; † 20. Februar 1932)                 | Höhere Adjutantur, Lehrfach (Taktik)                          | Generalleutnant        | 1910 zur Disposition gestellt; 1914/18 Landsturm-Inspekteur                                                                                                  |
| 4.       | Anton Bucher (* 4. Juli 1860; † 30. Mai 1918)                      | Höhere Adjutantur, Lehrfach (Taktik)                          | Generalleutnant        | 1909 Ritterkreuz des Verdienstordens der Bayerischen Krone; 1913 zur Disposition gestellt; 1914/16 Bevollmächtigter zum Bundesrat; 1916 verabschiedet        |
| 5.       | Ludwig Stritzl (* 20. August 1858; † 19. Juni 1940)                | Höhere Adjutantur, Lehrfach (Terrainlehre, Militär-Zeichnen)  | Oberstleutnant         | Bestieg 1891 als erster den Kampenwand-Mittelgipfel, 1892 erste Beschreitung vom Ostgipfel zum Westgipfel; 1908 zur Disposition gestellt; 1911 verabschiedet |
| 6.       | Rudolf Frommel (* 17. Mai 1857; † 12. Juli 1921)                   | Höhere Adjutantur                                             | General der Kavallerie | 1902 Ritterkreuz des Verdienstordens der Bayerischen Krone; 1913 vorläufiger Ruhestand; 1916/18 Führer des Generalkommandos zbV Nr. 57                       |
| 7.       | Ludwig von Gebsattel (* 15. Januar 1857; † 20. September 1930)     | Generalstab                                                   | General der Kavallerie | 1917 Komtur des Militär-Max-Joseph-Ordens; 1919 verabschiedet                                                                                                |
| 8.       | Philipp von Hellingrath (* 22. Dezember 1862; † 13. Dezember 1939) | Höhere Adjutantur                                             | General der Kavallerie | 1916/18 Kriegsminister |
| 9.       | Albert von Speidel (* 16. Januar 1858; † 1. September 1912)        | Generalstab, Höhere Adjutantur                                | Generalleutnant        | 1907 Generalintendant des Hoftheaters |
| 10.      | Hugo Baumüller (* 9. September 1857; † 16. Dezember 1928)          | Höhere Adjutantur                                             | Oberst                 | 1906 zur Disposition gestellt; 1914/19 Verwendung im Kriegsministerium                                                                                       |
| 11.      | Ludwig Seither (* 2. Dezember 1857; † 24. März 1945)               | Höhere Adjutantur, Lehrfach, bedingt auch für den Generalstab | General der Artillerie | 1908 Ritterkreuz des Verdienstordens der Bayerischen Krone; 1917/18 Kommandeur der 2. Landwehr-Division; 1918 zur Disposition gestellt                       |
| 12.      | Franz Höltz (* 23. Oktober 1857; † 11. Dezember 1929)              | keine besondere Qualifikation                                 | Oberstleutnant         | 1918 verabschiedet |

## 21. Lehrgang 1888–1891
| Lfd. Nr. | Name (Lebensdaten)                                           | Eignung                                          | letzter Dienstgrad     | Anmerkungen |
| -------- | ------------------------------------------------------------ | ------------------------------------------------ | ---------------------- | --- |
| 1.       | Maximilian von Montgelas (* 23. Mai 1860; † 4. Februar 1938) | Generalstab, Höhere Adjutantur und Lehrfach      | General der Infanterie | 1915 zur Disposition gestellt |
| 2.       | Alfred Weiß (* 10. November 1859; † 23. September 1914)      | ohne besondere Begutachtung                      | Major                  | 1899 zur Disposition gestellt; 1911 verabschiedet                                                                                                   |
| 3.       | Josef Bauer (* 24. Juni 1856; † 19. Oktober 1904)            | Höhere Adjutantur, Lehrfach, Referatsdienst      | Oberstleutnant         | 1904 verabschiedet |
| 4.       | Hermann Gerstner (* 15. Januar 1863; † 14. Mai 1911)         | Höhere Adjutantur und Lehrfach                   | Hauptmann              | 1904 verabschiedet |
| 5.       | Karl Riedl (* 9. Juni 1862; † 20. November 1919)             | Höhere Adjutantur und Lehrfach (Taktik)          | Generalleutnant        | 1915 Ritterkreuz des Militär-Max-Joseph-Ordens; 1919 zur Disposition gestellt                                                                       |
| 6.       | Franz Zech auf Neuhofen (* 10. Juli 1860; † 18. Januar 1934) | Generalstab                                      | Generalleutnant        | 1912 zur Disposition gestellt; 1916/18 Kommandeur der stellvertretenden 7. Infanterie-Brigade, 1918 verabschiedet                                   |
| 7.       | Ludwig Hetzel (* 23. Februar 1859; † 22. Dezember 1919)      | Generalstab                                      | General der Infanterie | 1909 Ritterkreuz des Verdienstordens der Bayerischen Krone; 1914/15 Kommandeur der 2. Division; 1915 zur Disposition gestellt                       |
| 8.       | Karl Wenninger (* 13. August 1861; † 8. September 1917)      | Hoöhere Adjutantur, in zweiter Linie Generalstab | Generalleutnant        | 1914 Ritterkreuz des Verdienstordens der Bayerischen Krone; 1917 Ritterkreuz des Militär-Max-Joseph-Ordens; zuletzt Führer des XVIII. Reserve-Korps |
| 9.       | Paul Hoffmann (* 26. Dezember 1858; † 26. Juni 1921)         | Höhere Adjutantur                                | Oberstleutnant         | 1919 verabschiedet |
| 10.      | Ludwig Pflaum (* 29. Mai 1858; † 24. Mai 1926)               | Generalstab                                      | Oberst                 | 1907 zur Disposition gestellt; Hofkavalier der Prinzessin Therese von Bayern                                                                        |
| 11.      | Albert Seekirchner (* 24. August 1856; † 6. August 1921)     | Höhere Adjutantur, Referatsdienst und Lehrfach   | Generalleutnant        | 1913 zur Disposition gestellt; 1917 Kommandeur der 8. Reserve-Division; im gleichen Jahr verabschiedet                                              |
| 12.      | Ernst Schierlinger (* 29. Juli 1858; † 1. August 1934)       | Höhere Adjutantur, Referatsdienst                | Generalmajor           | 1918 verabschiedet; Mitarbeiter beim Roten Kreuz |
| 13.      | Wilhelm Köhl (* 25. April 1859; † 29. Oktober 1942)          | Lehrfach, Referatsdienst                         | Generalleutnant        | 1916/18 Gouverneur von Namur; 1918 zur Disposition gestellt                                                                                         |

## 22. Lehrgang 1889–1892
| Lfd. Nr. | Name (Lebensdaten)                                                | Eignung                                                                         | letzter Dienstgrad     | Anmerkungen |
| -------- | ----------------------------------------------------------------- | ------------------------------------------------------------------------------- | ---------------------- | --- |
| 1.       | Otto Breitkopf (* 22. November 1858; † 14. August 1939)           | keine besondere Begutachtung                                                    | General der Infanterie | 1914 Komtur des Verdienstordens der Bayerischen Krone; 1915 zur Disposition gestellt                                       |
| 2.       | Heinrich Hinzler (* 16. September 1860; † 27. Dezember 1915)      | Höhere Adjutantur, Referatsdienst und Lehrfach (Geländelehre, Militär-Zeichnen) | Generalmajor           | zuletzt Kommandeur des Landwehr-Infanterie-Regiment 15 an der Westfront                                                    |
| 3.       | Nikolaus Endres (* 25. Oktober 1862; † 23. September 1938)        | Generalstab                                                                     | General der Infanterie | 1914 Ritterkreuz des Verdiensteordens der Bayerischen Krone; 1918 Komtur des Militär-Max-Joseph-Ordens; 1919 verabschiedet |
| 4.       | Gustav von Heydenaber (* 5. September 1861; † 14. April 1938)     | Höhere Adjutantur                                                               | Generalleutnant        | 1917 zur Disposition gestellt; 1918 verabschiedet                                                                          |
| 5.       | Karl Fürer von Haimendorf (* 12. Juni 1857; † 3. Februar 1892)    |                                                                                 | Oberleutnant           | |
| 6.       | Anton Seyfried (* 2. Juli 1860; † 26. November 1910)              | Höhere Adjutantur                                                               | Major                  | 1907 verabschiedet |
| 7.       | Friedrich Hurt (* 20. März 1859; † 4. Oktober 1941)               | Höhere Adjutantur, Referatsdienst, Lehrfach (Taktik)                            | General der Infanterie | 1918 Komtur des Verdienstordens der Bayerischen Krone; 1919 verabschiedet                                                  |
| 8.       | Jakob Pracht (* 22. Mai 1856; † 7. Februar 1900)                  | Höhere Adjutantur, Lehrfach (Französisch)                                       | Hauptmann              | 1894 verabschiedet |
| 9.       | Alfons von Bayern (* 24. Januar 1862; † 8. Januar 1933)           | lediglich Teilnahme an Lehrveranstaltungen (Übungsreisen, Kriegsgeschichte)     | General der Kavallerie | 1918 verabschiedet |
| 10.      | Karl von Staudt (* 23. Januar 1862; † 7. Mai 1946)                | Höhere Adjutantur                                                               | Generalleutnant        | 1917 zur Disposition gestellt; Inspekteur der Ersatz-Eskadronen des I. Armee-Korps, 1918 verabschiedet                     |
| 11.      | Friedrich Kolb (* 2. September 1857; † 22. Oktober 1897)          | Höhere Adjutantur                                                               | Rittmeister            | zuletzt Adjutant der Inspektion der Kavallerie                                                                             |
| 12.      | Ferdinand Habersack (* 8. März 1858; † 27. Oktober 1938)          | wegen Beförderung nach I. Kursus enthoben                                       | Generalmajor           | 1911 zur Disposition gestellt                                                                                              |
| 13.      | Oskar Bischoff (* 21. Dezember 1859; † 13. Januar 1933)           | Höhere Adjutantur, Lehrfach, bedingt für den Generalstab                        | Oberstleutnant         | 1918 verabschiedet |
| 14.      | Winfried Hörmann von Hörbach (* 8. Juli 1857; † 20. Februar 1900) | Höhere Adjutantur, bedingt für den Generalstab                                  | Hauptmann              | 1896 verabschiedet |

## 23. Lehrgang 1890–1893
| Lfd. Nr. | Name (Lebensdaten)                                                       | Eignung                                                                  | letzter Dienstgrad     | Anmerkungen                                                                                              |
| -------- | ------------------------------------------------------------------------ | ------------------------------------------------------------------------ | ---------------------- | --- |
| 1.       | Theodor Graf von Montgelas (* 30. Mai 1862; † 23. Juli 1938)             | Generalstab                                                              | Oberst                 | 1909 verabschiedet; 1916 Delegierter des Roten Kreuzes für Krankenpflege in Serbien und Polen            |
| 2.       | Wilhelm Andlböß (* 22. Juni 1857; † 13. November 1918)                   | Brigadeadjutantur                                                        | Major                  | 1903 zur Disposition gestellt                                                                            |
| 3.       | Eduard Lang (* 25. Februar 1860; † 5. August 1935)                       | Höhere Adjutantur                                                        | Generalleutnant        | 1915 zur Disposition gestellt                                                                            |
| 4.       | Karl Stählin (* 21. Januar 1865; † 20. August 1939)                      | Generalstab und Lehrfach (Taktik, Militär-Geographie)                    | Hauptmann              | 1899 verabschiedet; Ordentlicher Professor für osteuropäische Geschichte und Landeskunde in Berlin       |
| 5.       | Wilhelm Kleemann (* 13. Dezember 1861; † 4. August 1926)                 | Brigadeadjutantur, Lehrfach (Militär-Zeichnen)                           | Generalmajor           | 1916 verabschiedet                                                                                       |
| 6.       | Ferdinand Müller (* 3. August 1859; † 10. März 1953)                     | Höhere Adjutantur und Lehrfach, bedingt für den Generalstab              | Generalleutnant        | 1918 zur Disposition gestellt                                                                            |
| 7.       | Karl von Wachter (* 27. März 1859; † 14. September 1935)                 | Lehrfach und Höhere Adjutantur                                           | Oberst                 | 1907 zur Disposition gestellt; 1918 verabschiedet                                                        |
| 8.       | Karl Weißmiller (* 9. Januar 1861; † 24. Oktober 1938)                   | Brigadeadjutantur                                                        | Generalmajor           | 1913 zur Disposition gestellt; 1916/17 Kommandeur der 12. Reserve-Infanterie-Brigade; 1917 verabschiedet |
| 9.       | Emil Kast (* 9. Mai 1862; † 25. Juli 1919)                               | wegen Erkrankung keine Beurteilung, für Generalstab vorgeschlagen        | Oberst                 | 1918 verabschiedet                                                                                       |
| 10.      | Maximilian Freiherr von Crailsheim (* 12. Februar 1863; † 20. Juni 1916) | Brigadeadjutantur                                                        | Major                  | 1910 zur Disposition gestellt; zuletzt Führer des II. Bataillons des 24. Infanterie-Regiments            |
| 11.      | Rupprecht von Bayern (* 18. Mai 1869; † 2. August 1955)                  | lediglich Besuch der Taktikvorlesungen und Teilnahme an den Übungsreisen | Generalfeldmarschall   | 1914 Großkreuz des Militär-Max-Joseph-Ordens; 1919 verabschiedet                                         |
| 12.      | Otto Gyßling (* 25. April 1863; † 2. Juli 1934)                          | Generalstab                                                              | General der Artillerie | 1909 Ritterkreuz des Verdienstordens der Bayerischen Krone; 1917 Dr. phil h. c. der Universität München  |
| 13.      | Hermann Beeg (* 24. November 1881; † 30. Dezember 1931)                  | Generalstab                                                              | Generalleutnant        | 1919 zur Disposition gestellt                                                                            |

## 24. Lehrgang 1891–1894
| Lfd. Nr. | Name (Lebensdaten)                                                        | Eignung                                                                              | letzter Dienstgrad     | Anmerkungen |
| -------- | ------------------------------------------------------------------------- | ------------------------------------------------------------------------------------ | ---------------------- | --- |
| 1.       | Albert Schoch (* 23. Juli 1860; † 8. März 1943)                           | Generalstab                                                                          | General der Infanterie | 1909 Ritterkreuz des Verdienstordens der Bayerischen Krone; 1919 zur Disposition gestellt; 1940/43 Großkanzler des Militär-Max-Joseph-Ordens |
| 2.       | Philipp Mayer (* 13. Dezember 1863; † 16. Februar 1904)                   | Generalstab                                                                          | Major                  | zuletzt in der Zentralstelle des Generalstabs                                                                                                |
| 3.       | Karl Bucher (* 17. April 1861; † 27. Februar 1913)                        | Brigadeadjutantur und Lehrer für Militär-Zeichnen                                    | Major                  | 1909 zur Disposition gestellt |
| 4.       | Eduard Friedrich (* 10. Dezember 1860; † 31. Juli 1908)                   | Generalstab und Höhere Adjutantur; für Dolmetscher in Französisch besonders geeignet | Oberstleutnant         | zuletzt beim Stab des Infanterie-Leib-Regiments                                                                                              |
| 5.       | Joseph Schmauß (* 25. Mai 1863; † 18. Juni 1932)                          | Höhere Adjutantur                                                                    | Generalleutnant        | 1913 zur Disposition gestellt; 1918 verabschiedet                                                                                            |
| 6.       | Marquard Slevogt (* 12. November 1859; † 13. August 1940)                 | Brigadeadjutantur                                                                    | Generalleutnant        | 1912 zur Disposition gestellt; 1913/18 Kommandant des Truppenübungsplatzes Lechfeld; 1918 verabschiedet                                      |
| 7.       | Georg Steiner (* 10. April 1863; † 22. Juli 1914)                         | Höhere Adjutantur, Lehrfach (Taktik)                                                 | Oberst                 | zuletzt Kommandeur des 5. Infanterie-Regiments „Großherzog Ernst Ludwig von Hessen“                                                          |
| 8.       | Karl Ganzer (* 23. Februar 1864; † 25. Juli 1944)                         | Höhere Adjutantur, Referatsdienst und Lehrfach (Taktik, Militär-Zeichnen)            | Generalmajor           | 1916 zur Disposition gestellt; 1919 verabschiedet                                                                                            |
| 9.       | Maximilian Drausnick (* 7. März 1866; † 28. Februar 1916)                 | Höhere Adjutantur und Lehrfach (Taktik, Militär-Zeichnen)                            | Oberst                 | zuletzt Kommandeur des 19. Infanterie-Regiments „König Viktor Emanuel III. von Italien“                                                      |
| 10.      | Otto von Stetten (* 16. März 1862; † 4. August 1937)                      | Generalstab                                                                          | General der Kavallerie | |
| 11.      | Konrad Krafft von Dellmensingen (* 24. November 1862; † 22. Februar 1953) | Generalstab                                                                          | General der Artillerie | 1918 zur Disposition gestellt |
| 12.      | Christian Jünginger (* 15. Dezember 1864; † 24. Oktober 1904)             | Höhere Adjutantur, Referatsdienst und Lehrfach                                       | Hauptmann              | 1903 verabschiedet |

## 24. Lehrgang 1892–1895
| Lfd. Nr. | Name (Lebensdaten)                                              | Eignung                                                                     | letzter Dienstgrad     | Anmerkungen |
| -------- | --------------------------------------------------------------- | --------------------------------------------------------------------------- | ---------------------- | --- |
| 1.       | Carl Freiherr von Freyberg (* 11. Mai 1863; † 31. Oktober 1934) | zum Dolmetscher für Französisch geeignet                                    | Generalleutnant        | 1913 verabschiedet; 1914/18 beim Generalkommando des I. Armee-Korps; 1918 verabschiedet                                                                           |
| 2.       | Bernhard von Hartz (* 12. April 1862; † 20. August 1944)        | Generalstab                                                                 | General der Infanterie | 1919 verabschiedet |
| 3.       | Maximilian Jehlin (* 28. Juli 1864; † 7. Juni 1932)             | keine besondere Begutachtung                                                | Generalleutnant        | 1918 verabschiedet |
| 4.       | Julius List (* 19. Dezember 1864; † 1. November 1914)           | Höhere Adjutantur, Lehrfach                                                 | Oberst                 | zuletzt Kommandeur des Reserve-Infanterie-Regiments 16 |
| 5.       | Emil Schoch (* 11. Mai 1862; † 20. April 1916)                  | Höhere Adjutantur                                                           | Generalmajor           | 1915 zur Disposition gestellt |
| 6.       | Paul Kneußl (* 27. Juni 1862; † 13. März 1928)                  | Generalstab, Höhere Adjutantur und Lehrfach (Taktik)                        | General der Infanterie | 1914 Ritterkreuz des Verdienstordens der Bayerischen Krone; 1919 zur Disposition gestellt                                                                         |
| 7.       | Eugen Clauß (* 25. Oktober 1862; † 23. Februar 1942)            | Höhere Adjutantur, Lehrfach                                                 | General der Infanterie | 1917 Ritterkreuz des Militär-Max-Joseph-Ordens; 1919 verabschiedet                                                                                                |
| 8.       | August Großmann (* 24. Februar 1865; † 22. Dezember 1939)       | Höhere Adjutantur, Referatsdienst und Lehrfach                              | Generalleutnant        | 1920 zur Disposition gestellt |
| 9.       | Arnold Möhl (* 26. März 1867; † 27. Dezember 1944)              | Generalstab, Höhere Adjutantur und Lehrfach (Taktik)                        | General der Infanterie | 1918 Ritterkreuz des Verdienstordens der Bayerischen Krone; 1924 verabschiedet                                                                                    |
| 10.      | Karl von Bomhard (* 2. April 1866; † 25. Mai 1938)              | Höhere Adjutantur, Lehrfach                                                 | Generalmajor           | 1919 zur Disposition gestellt |
| 11.      | Oskar Etzel (* 12. April 1862; † 2. Januar 1934)                | Höhere Adjutantur, Lehrfach und Referatsdienst, bedingt für den Generalstab | Generalleutnant        | 1918 Ritterkreuz des Verdienstordens der Bayerischen Krone; 1920 verabschiedet                                                                                    |
| 12.      | Eduard Gartmayr (* 30. Dezember 1865; † 8. Mai 1954)            | Höhere Adjutantur, Referatsdienst und Lehrfach                              | Generalmajor           | 1917 Ritterkreuz des Militär-Max-Joseph-Ordens; 1919 zur Disposition gestellt; Mitarbeiter des vom Reichsarchivs hrsg. Generalstabswerk über den Ersten Weltkrieg |

## 26. Lehrgang 1893–1896
| Lfd. Nr. | Name (Lebensdaten)                                                       | Eignung                                                                                            | letzter Dienstgrad | Anmerkungen                                                                                      |
| -------- | ------------------------------------------------------------------------ | -------------------------------------------------------------------------------------------------- | ------------------ | ------------------------------------------------------------------------------------------------ |
| 1.       | Karl Graf von Verri della Bosia (* 9. Februar 1865; † 9. September 1911) | Generalstab, Höhere Adjutantur und Lehrfach (Taktik, Kriegsgeschichte)                             | Oberstleutnant     | zuletzt Chef des Generalstabes des II. Armee-Korps                                               |
| 2.       | Otto Staubwasser (* 2. Juli 1866; † 25. Dezember 1949)                   | Generalstab, Höhere Adjutantur und Lehrfach (Taktik, Kriegsgeschichte)                             | Generalmajor       | 1920 zur Disposition gestellt                                                                    |
| 3.       | Franz Samhaber (* 24. September 1863; † unbekannt)                       | Höhere Adjutantur und Lehrfach                                                                     | Generalleutnant    | 1919 verabschiedet                                                                               |
| 4.       | Adalbert Krisak (* 19. Februar 1865; † 30. Januar 1925)                  | Höhere Adjutantur, Referatsdienst und Lehrfach (Militär-Zeichnen)                                  | Oberst             | 1913 zur Disposition gestellt; Kommandant der Bahnhofskommandantur Memmingen; 1914 verabschiedet |
| 5.       | Albert Hierthes (* 25. Januar 1867; † 8. Oktober 1914)                   | Generalstab, Höhere Adjutantur und Lehrfach                                                        | Oberst (posthum)   | zuletzt Führer des 7. Infanterie-Regiments „Prinz Leopold“                                       |
| 6.       | Wilhelm Weiß (* 1. Juni 1867; † 3. März 1926)                            | Generalstab, Höhere Adjutantur und Lehrfach (Taktik)                                               | Generalleutnant    | 1920 verabschiedet                                                                               |
| 7.       | Christian Danner (* 27. August 1860; † 14. Februar 1934)                 | Referatsdienst und Lehrer für Militär-Zeichnen                                                     | Generalleutnant    | 1919 zur Disposition gestellt                                                                    |
| 8.       | Otto Hübner (* 9. Februar 1862; † 22. Juni 1935)                         | keine besondere Begutachtung                                                                       | Generalleutnant    | 1915 Ritterkreuz des Militär-Max-Joseph-Ordens                                                   |
| 9.       | August Maunz (* 15. Januar 1862; † 20. Juli 1914)                        | Höhere Adjutantur, Lehrfach (Taktik)                                                               | Generalmajor       | zuletzt Kommandeur der 12. Infanterie-Brigade                                                    |
| 10.      | Franz Freiherr von Leonrod (* 3. August 1862; † 21. November 1951)       | Höhere Adjutantur, Generalstab                                                                     | Oberst             | 1911 zur Disposition gestellt; 1914/49 Leiter der Überwachungsstelle beim Telegraphenamt München |
| 11.      | Karl von Nagel zu Aichberg (* 5. September 1866; † 1. Mai 1919)          | Generalstab, Höhere Adjutantur und Lehrfach (Taktik, Kriegsgeschichte)                             | Generalmajor       | zuletzt Führer einer Gruppe Regierungstruppen gegen die Münchner Räterepublik                    |
| 12.      | Arnold Müller (* 21. Mai 1864; † 29. September 1923)                     | Höhere Adjutantur und Lehrfach an der Artillerie-Schule (Waffenlehre, Militär-Zeichnen, Aufnehmen) | Generalleutnant    | 1917 zur Disposition gestellt; 1920 verabschiedet                                                |

## 27. Lehrgang 1894–1897
| Lfd. Nr. | Name (Lebensdaten)                                                        | Eignung                                                                                                | letzter Dienstgrad     | Anmerkungen                                                                                               |
| -------- | ------------------------------------------------------------------------- | --- | ---------------------- | --- |
| 1.       | Otto Rauchenberger (* 11. September 1864; † 7. August 1942)               | Generalstab und Lehrfach                                                                               | General der Infanterie | 1917 Ritterkreuz des Militär-Max-Joseph-Ordens; 1919 zur Disposition gestellt.                            |
| 2.       | Luitpold Weiß (* 2. April 1866; † unbekannt)                              | Generalstab, Höhere Adjutantut, Lehrfach (Kriegsgeschichte, Militär-Zeichnen, Taktik und Terrainlehre) | Generalleutnant        | 1919 zur Disposition gestellt                                                                             |
| 3.       | Karl Schoch (* 5. August 1863; † 10. Oktober 1940)                        | Generalstab, Lehrfach                                                                                  | Generalleutnant        | 1919 zur Disposition gestellt; 1920/24 Mitglied des Deutschen Reichstages                                 |
| 4.       | Ludwig Käfferlein (* 25. August 1864; † 18. November 1914)                | Höhere Adjutantur und Lehrfach                                                                         | Oberstleutnant         | 1914 zur Disposition gestellt                                                                             |
| 5.       | Hermann Mertz von Quirnheim (* 23. Juli 1866; † 5. Januar 1947)           | Generalstab, Höhere Adjutantur, Lehrfach                                                               | Generalleutnant        | 1919 verabschiedet; 1919/31 Präsident des Reichsarchivs                                                   |
| 6.       | Karl Reber (* 9. Dezember 1865; † 1. Februar 1932)                        | Adjutantur und Lehrfach                                                                                | Generalmajor           | 1919 zur Disposition gestellt                                                                             |
| 7.       | Eugen Zoellner (* 18. Juni 1866; † 19. Februar 1945)                      | Generalstab und Lehrfach                                                                               | Generalleutnant        | 1917 Ritterkreuz des Verdienstordens der Bayerischen Krone                                                |
| 8.       | Franz Micheler (* 22. März 1862; † 4. Januar 1909)                        | Höhere Adjutantur                                                                                      | Hauptmann              | 1903 verabschiedet                                                                                        |
| 9.       | Oskar von Wenz zu Niederlahnstein (* 28. Oktober 1866; † 24. August 1914) | bedingt für die Höhere Adjutantur geeignet                                                             | Major                  | zuletzt Kommandeur des III. Bataillons des 8. Infanterie-Regiments „Großherzog Friedrich II. von Baden“   |
| 10.      | Friedrich Röder (* 19. Februar 1865; † 2. Oktober 1914)                   | Höhere Adjutantur                                                                                      | Hauptmann              | 1906 verabschiedet; 1909 Dr. oec. publ.; 1914 Führer des I. Bataillons des Reserve-Infanterie-Regiments 2 |
| 11.      | Karl Düll (* 25. Mai 1863; † 9. August 1933)                              | Adjutantur, in zweiter Linie zum Generalstab und das Lehrfach sowie als Dolmetscher in Französisch     | Generalleutnant        | 1919 zur Disposition gestellt                                                                             |
| 12.      | Franz Spengler (* 9. November 1862; † 4. Februar 1916)                    | Höhere Adjutantur und Lehrfach                                                                         | Oberst                 | 1906 zur Disposition gestellt; zuletzt stellvertretender Kommandeur des Kadettenkorps                     |

## 28. Lehrgang 1895–1898
| Lfd. Nr. | Name (Lebensdaten)                                                     | Eignung                                                                       | letzter Dienstgrad     | Anmerkungen |
| -------- | ---------------------------------------------------------------------- | ----------------------------------------------------------------------------- | ---------------------- | --- |
| 1.       | Ignaz von Godin (* 20. Mai 1866; † 28. September 1917)                 | Generalstab und Lehrfach                                                      | Generalmajor           | zuletzt Kommandeur der 6. Division |
| 2.       | Otto von Lossow (* 15. Januar 1868; † 25. November 1938)               | Generalstab und Lehrfach                                                      | Generalleutnant        | 1924 verabschiedet |
| 3.       | Wilhelm von Reitzenstein (* 19. Juli 1865; † 11. Mai 1935)             | in vorzüglicher Weise zur Adjutantur, ferner für das Lehrfach geeignet        | Generalleutnant        | 1919 zur Disposition gestellt |
| 4.       | Ludwig Hierthes (* 20. März 1855; † 26. Dezember 1906)                 | Höhere Adjutantur und Lehrfach, in zweiter Linie für den Generalstab          | Generalleutnant        | 1919 zur Disposition gestellt |
| 5.       | Joseph Dauer (* 24. Mai 1865; † 26. Dezember 1935)                     | Lehrer an der Kriegsschule                                                    | Oberst                 | 1914 zur Disposition gestellt; 1915/19 Kriegsnachrichtenstelle beim Kriegsarchiv                                                             |
| 6.       | Johann Wolf (* 26. November 1868; † 15. August 1949)                   | Höhere Adjutantur, Lehrfach                                                   | Oberst                 | 1920 verabschiedet |
| 7.       | Otto Schulz (* 7. Februar 1862; † nach 1945)                           | Lehrfach und Topographische Büro des Generalstabs                             | Generalmajor           | 1914 zur Disposition gestellt; 1917/19 Vorsitzender des Einberufungs- und Schlichtungsausschusses für Nürnberg und Fürth; 1919 verabschiedet |
| 8.       | Eduard von Crailsheim (* 16. Januar 1865; † 8. Mai 1915)               | Höhere Adjutantur, Lehrfach                                                   | Generalmajor           | zuletzt Kommandeur der 5. Kavallerie-Brigade                                                                                                 |
| 9.       | Otto von Faber du Faur (* 13. Juni 1867; † 10. Februar 1932)           | Höhere Adjutantur                                                             | Oberst                 | 1919 zur Disposition gestellt |
| 10.      | Karl Haushofer (* 27. August 1869; † 10. März 1946)                    | Generalstab, Höhere Adjutantur und Lehrfach                                   | Generalmajor           | 1919 zur Disposition gestellt; 1934/37 Präsident der Deutschen Akademie                                                                      |
| 11.      | Joseph Koeth (* 7. Juli 1870; † 22. Mai 1936)                          | Höhere Adjutantur und das Lehrfach sowie in zweiter Linie für den Generalstab | Oberst                 | 1900 Übertritt zur Preußischen Armee; 1918 zur Disposition gestellt; 1923 Reichswirtschaftsminister                                          |
| 12.      | Hugo Müller (* 4. Juni 1864; † 29. Oktober 1928)                       | Adjutantur, Lehrfach an Artillerie- und Ingenieur-Schule                      | Generalmajor           | 1917 zur Disposition gestellt; 1919 verabschiedet                                                                                            |
| 13.      | Franz von Bomhard (* 21. November 1869; † 24. April 1943)              | Adjutantur, Lehrfach an Artillerie- und Ingenieur-Schule/Kriegsschule         | Oberst                 | 1920 verabschiedet |
| 14.      | Friedrich Kreß von Kressenstein (* 24. April 1870; † 16. Oktober 1948) | Generalstab und Lehrfach                                                      | General der Artillerie | 1916 Ritterkreuz des Militär-Max-Joseph-Ordens; 1929 verabschiedet                                                                           |
| 15.      | Hans Schilling (* 19. August 1868; † 19. November 1950)                | Höhere Adjutantur und Lehrfach                                                | Major                  | 1919 verabschiedet |
| 16.      | Paul Köberle (* 19. Mai 1866; † 4. Februar 1948)                       | Generalstab, in hervorragender Weise für das Lehrfach                         | Generalleutnant        | 1917 Ritterkreuz des Verdienstordens der Bayerischen Krone; 1919 zur Disposition gestellt                                                    |

## 29. Lehrgang 1896–1899
| Lfd. Nr. | Name (Lebensdaten)                                                 | Eignung                                                                       | letzter Dienstgrad     | Anmerkungen                                                                                           |
| -------- | ------------------------------------------------------------------ | ----------------------------------------------------------------------------- | ---------------------- | --- |
| 1.       | Theobald von Malsen-Ponickau (* 26. Juni 1867; † 20. Oktober 1930) | Höhere Adjutantur und Lehrfach, in zweiter Linie für den Generalstab          | Oberst                 | 1918 zur Disposition gestellt                                                                         |
| 2.       | Franz von Stengel (* 16. Februar 1867; † 18. Juli 1947)            | Höhere Adjutantur und Lehrfach                                                | Generalmajor           | 1920 verabschiedet                                                                                    |
| 3.       | Otto Füger (* 6. Dezember 1869; † 23. August 1917)                 | Generalstab und Höhere Adjutantur, weniger für das Lehrfach                   | Oberstleutnant         | 1914 Ritterkreuz des Militär-Max-Joseph-Ordens; zuletzt Kommandeur des Reserve-Infanterie-Regiments 1 |
| 4.       | Hans Hemmer (* 26. Juni 1869; † 15. Dezember 1931)                 | Generalstab, Höhere Adjutantur und Lehrfach                                   | Generalmajor           | 1915 Ritterkreuz des Militär-Max-Joseph-Ordens; 1920 verabschiedet                                    |
| 5.       | Hans Jordan (* 28. Februar 1866; † 30. April 1943)                 | Höhere Adjutantur                                                             | Generalmajor           | 1920 verabschiedet; 1934/39 Konservator der städtischen Sammlungen in Lindau                          |
| 6.       | Heinrich Zeyß (* 27. November 1866; † 26. Juni 1916)               | Höhere Adjutantur, in zweiter Linie für den Generalstab und Lehrfach          | Oberstleutnant         | zuletzt Kommandeur des 12. Infanterie-Regiments „Prinz Arnulf“                                        |
| 7.       | Friedrich Maurer (* 28. Juli 1866; † 5. September 1914)            | Höhere Adjutantur, in zweiter Linie für das Lehrfach                          | Major                  | zuletzt Bataillonskommandeur im 14. Infanterie-Regiment „Hartmann“                                    |
| 8.       | Karl Buchner (* 21. Februar 1868; † unbekannt)                     | Höhere Adjutantur, Lehrfach (Terrainlehre)                                    | Oberst                 | 1919 zur Disposition gestellt                                                                         |
| 9.       | Franz Epp (* 16. Oktober 1868; † 31. Januar 1947)                  | Adjutantur und Lehrfach, in zweiter Linie für den Generalstab                 | General der Infanterie | 1923 verabschiedet; Mitglied des Reichstages (NSDAP); 1933/45 Reichsstatthalter in Bayern             |
| 10.      | Franz Stängl (* 7. September 1867; † 16. September 1916)           | Höhere Adjutantur und Lehrfach, in zweiter Linie für den Generalstab          | Oberstleutnant         | zuletzt Kommandeur des 7. Infanterie-Regiments „Prinz Leopold“                                        |
| 11.      | Wilhelm von Poschinger (* 27. April 1864; † 11. November 1921)     | Höhere Adjutantur und Lehrfach, in zweiter Linie für den Generalstab          | Generalmajor           | 1919 zur Disposition gestellt                                                                         |
| 12.      | Franz von Schultes (* 8. März 1866; † 8. Juli 1947)                | Höhere Adjutantur, in zweiter Linie Generalstab                               | Generalleutnant        | 1920 verabschiedet                                                                                    |
| 13.      | Karl von Malaisé (* 27. März 1868; † 28. Juli 1946)                | Höhere Adjutantur, in zweiter Linie für den Generalstab, weniger für Lehrfach | Generalmajor           | 1920 verabschiedet                                                                                    |
| 14.      | Max Siebert (* 12. Februar 1864; † 14. Januar 1939)                | Höhere Adjutantur                                                             | Generalleutnant        | 1920 verabschiedet; 1925 Dr. oec. publ. der Universität München                                       |
| 15.      | Ottmar Maurer (* 21. Januar 1870; † 9. Oktober 1914)               | Höhere Adjutantur und Lehrfach (Taktik, Waffenlehre)                          | Major                  | zuletzt Abteilungskommandeur im 3. Feldartillerie-Regiment „Prinz Leopold“                            |
| 16.      | Julius Fehl (* 3. März 1868; † April 1947)                         | Höhere Adjutantur, Referatsdienst und Lehrfach (Waffenlehre, Terrainlehre)    | Generalmajor           | 1920 verabschiedet                                                                                    |

## 30. Lehrgang 1897–1900
| Lfd. Nr. | Name (Lebensdaten)                                                       | Eignung | letzter Dienstgrad | Anmerkungen                                                                                      |
| -------- | ------------------------------------------------------------------------ | --- | ------------------ | ------------------------------------------------------------------------------------------------ |
| 1.       | Edmund Freiherr von Reitzenstein (* 22. August 1869; † 8. Dezember 1917) | Generalstab, Höhere Adjutantur und Lehrfach (neuere Kriegsgeschichte, Taktik)                                         | Oberstleutnant     | 1913 verabschiedet                                                                               |
| 2.       | Ludwig von Vallade (* 31. Juli 1868; † 17. Februar 1956)                 | Generalstab, Lehrfach (Taktik, Kriegsgeschichte)                                                                      | Generalmajor       | 1920 verabschiedet                                                                               |
| 3.       | Maximilian Helbling (* 28. Oktober 1865; † 11. März 1935)                | Generalstab, Höhere Adjutantur und Lehrfach                                                                           | Generalmajor       | 1920 verabschiedet                                                                               |
| 4.       | Nepomuk Rubenbauer (* 27. März 1868; † 2. Oktober 1914)                  | Höhere Adjutantur und Lehrfach, in zweiter Linie für Generalstab                                                      | Major              | zuletzt Bataillonskommandeur im 1. Infanterie-Regiment „König“                                   |
| 5.       | Alfred Schuster (* 20. Dezember 1869; † 27. März 1918)                   | Höhere Adjutantur und Lehrfach, in zweiter Linie für Generalstab                                                      | Oberstleutnant     | zuletzt Kommandeur des 19. Infanterie-Regiments „König Viktor Emanuel III. von Italien“          |
| 6.       | Heinrich Kranzfelder (* 6. April 1868; † 18. Juli 1910)                  | III. Kurs wegen Erkrankung abgebrochen                                                                                | Hauptmann          | 1901 zur Disposition gestellt; zuletzt Platzmajor von Würzburg                                   |
| 7.       | Wilhelm Kaiser (* 14. Juni 1869; † 20. Oktober 1945)                     | Generalstab und Lehrfach                                                                                              | Generalmajor       | 1921 verabschiedet                                                                               |
| 8.       | Theodor Kübel (* 28. Dezember 1870; † 10. August 1918)                   | Höhere Adjutantur, Referatsdienst und Lehrfach (Festungskrieg, Artillerie-Material, Waffenlehre)                      | Oberstleutnant     | zuletzt Kommandeur des 7. Infanterie-Regiments „Prinz Leopold“                                   |
| 9.       | August Pfeiffer (* 13. Februar 1865; † 12. April 1904)                   | Höhere Adjutantur, Lehrfach (Taktik)                                                                                  | Hauptmann          | zuletzt Adjutant der Kommandantur der Festung Germersheim                                        |
| 10.      | Maximilian Rüdinger (* 28. Februar 1864; † 22. Februar 1929)             | Höhere Adjutantur, evtl. Lehrfach (Feldkunde)                                                                         | Oberst             | 1913 zur Disposition gestellt; 1914/15 Kommandeur des Reserve-Kavallerie-Regiments 6             |
| 11.      | Otto Graf von Castell-Castell (* 12. Mai 1868; † 8. Juli 1939)           | Höhere Adjutantur; in zweiter Linie Generalstab                                                                       | Generalmajor       | 1919 zur Disposition gestellt                                                                    |
| 12.      | Rudolf von Xylander (* 26. Dezember 1872; † 28. Februar 1946)            | Generalstab, in zweiter Linie für das Lehrfach (Taktik, Kriegsgeschichte, Waffenlehre)                                | Generalmajor       | 1921 verabschiedet; im Reichsarchiv Potsdam tätig; Lehrer an der Kriegsakademie in Berlin        |
| 13.      | Eduard Keller (* 23. Dezember 1870; † 30. März 1928)                     | Höhere Adjutantur und Lehrfach                                                                                        | Oberstleutnant     | 1918 verabschiedet; Direktor der Rheinischen Metallwaren- und Maschinenfabrik Actiengesellschaft |
| 14.      | Johann Wagner (* 25. Februar 1871; † unbekannt)                          | Höhere Adjutantur und Lehrfach (Waffenlehre)                                                                          | Oberst             | 1919 verabschiedet                                                                               |
| 15.      | Wilhelm Weller (* 12. Januar 1871; † 9. Januar 1967)                     | Höhere Adjutantur | Oberst             | 1919 zur Disposition gestellt; 1920 verabschiedet                                                |
| 16.      | Heinrich Nees (* 24. August 1869; † 20. August 1922)                     | Generalstab, Höhere Adjutantur, Höheren Referatsdienst und Lehrfach (Befestigung, Verkehrsmittellehre, Festungskrieg) | Oberst             | 1919 zur Disposition gestellt                                                                    |

## 31. Lehrgang 1898–1901
| Lfd. Nr. | Name (Lebensdaten)                                                           | Eignung                                                                                                   | letzter Dienstgrad | Anmerkungen                                                                   |
| -------- | ---------------------------------------------------------------------------- | --- | ------------------ | ----------------------------------------------------------------------------- |
| 1.       | August Freiherr von Bonnet zu Meautry (* 17. November 1869; † 25. Juni 1899) | 1899 am Wilden Kaiser verunfallt                                                                          | Oberleutnant       |                                                                               |
| 2.       | Wilhelm Freiherr von Freyberg-Eisenberg (* 31. Januar 1869; † 22. Mai 1951)  | Höhere Adjutantur, Lehrfach (Taktik)                                                                      | Oberst             | 1917 zur Disposition gestellt; 1919 verabschiedet                             |
| 3.       | Walther Heiden (* 14. Juni 1871; † 30. April 1920)                           | Höhere Adjutantur, Lehrfach (Taktik, Feldkunde)                                                           | Oberstleutnant     | 1920 verabschiedet                                                            |
| 4.       | Anton Staubwasser (* 1. Juli 1867; † 23. September 1941)                     | Höhere Adjutantur, Lehrfach (Feldkunde)                                                                   | Generalmajor       | 1915 Ritterkreuz des Militär-Max-Joseph-Ordens; 1918 zur Disposition gestellt |
| 5.       | Wilhelm Herberger (* 10. Januar 1872; † 17. Dezember 1921)                   | Lehrfach (Taktik)                                                                                         | Oberstleutnant     | 1920 verabschiedet                                                            |
| 6.       | Leonhard Löffler (* 4. Juni 1874; † 18. August 1914)                         | bedingt für Höhere Adjutantur und Lehrfach (Taktik)                                                       | Hauptmann          | zuletzt Kompaniechef in Reserve-Infanterie-Regiment 14                        |
| 7.       | Franz Käß (* 15. März 1871; † unbekannt)                                     | Höhere Adjutantur, Lehrfach (Taktik, Feldkunde)                                                           | Major              | 1918 verabschiedet                                                            |
| 8.       | Ernst Freiherr von Tubeuf (* 8. Oktober 1864; † 10. April 1941)              | in erster Linie für den Generalstab, dann Höhere Adjutantur und Lehrfach (Taktik)                         | Major              | 1908 verabschiedet                                                            |
| 9.       | Franz Freiherr von Berchem (* 26. Juli 1869; † 2. Oktober 1947)              | in erster Linie für den Generalstab, dann Höhere Adjutantur und Lehrfach (Taktik, Kriegsgeschichte)       | Oberst             | 1916 verabschiedet                                                            |
| 10.      | Otto Freiherr von Gebsattel (* 4. September 1870; † 29. November 1910)       | Höhere Adjutantur, Lehrfach                                                                               | Rittmeister        | 1909 verabschiedet                                                            |
| 11.      | Christoph Freiherr von Godin (* 28. Oktober 1872; † 25. Juni 1899)           | 1899 am Wilden Kaiser verunfallt                                                                          | Leutnant           |                                                                               |
| 12.      | Werner Freiherr von und zu Aufseß (* 21. April 1869; † 17. Juni 1937)        | Höhere Adjutantur                                                                                         | Oberstleutnant     | 1919 zur Disposition gestellt                                                 |
| 13.      | Eugen Peringer (* 7. Juni 1870; † 21. November 1939)                         | in erster Linie für Generalstab, dann Höhere Adjutantur und Lehrfach (Taktik, Militär-Zeichnen, Aufnahme) | Oberst             | 1920 verabschiedet                                                            |
| 14.      | Georg von Löffelholz von Kolberg (* 11. Juli 1869; † 27. Dezember 1938)      | Referatsdienst, Höhere Adjutantur, bedingt auch für das Lehrfach (Taktik, Waffenlehre)                    | Generalmajor       | 1926 verabschiedet                                                            |
| 15.      | Erich Freiherr von Botzheim (* 10. Januar 1871; † 28. März 1958)             | Höhere Adjutantur, Referatsdienst, Lehrfach                                                               | Generalleutnant    | 1927 verabschiedet                                                            |
| 16.      | Richard Bruhn (* 30. Januar 1868; † 29. November 1925)                       | ohne besondere Begutachtung                                                                               | Oberstleutnant     | 1919 zur Disposition gestellt                                                 |

## 32. Lehrgang 1899–1902
| Lfd. Nr. | Name (Lebensdaten)                                                           | Eignung                                                                                                | letzter Dienstgrad | Anmerkungen |
| -------- | ---------------------------------------------------------------------------- | --- | ------------------ | --- |
| 1.       | Karl Strobel (* 10. Dezember 1873; † nach 1932)                              | Höhere Adjutantur, bedingt für das Lehrfach (Taktik)                                                   | Major der Reserve  | 1903 verabschiedet; Fabrikant                                                                                                   |
| 2.       | Paul Freiherr von Freyberg (* 1. November 1872; † 4. November 1914)          | Höhere Adjutantur                                                                                      | Hauptmann          | 1912 zur Disposition gestellt; zuletzt Kompanieführer im Reserve-Infanterie-Regiment 17                                         |
| 3.       | Hans Braun (* 7. August 1867; † 16. Oktober 1929)                            | in erster Linie für den Generalstab, dann Höhere Adjutantur, Lehrfach (Taktik, Kriegsgeschichte)       | Generalmajor       | 1919 zur Disposition gestellt                                                                                                   |
| 4.       | Konstantin Hierl (* 24. Februar 1875; † 23. September 1955)                  | Generalstab, Höhere Adsjutantur, Lehrfach (Taktik, Kriegsgeschichte)                                   | Generalmajor       | 1924 verabschiedet; Reichsarbeitsführer                                                                                         |
| 5.       | Ernst Aldinger (* 3. Januar 1873; † 2. Juli 1918)                            | Brigadeadjutantur                                                                                      | Major              | zuletzt Kommandeur des 16. Infanterie-Regiments „Großherzog Ferdinand von Toskana“                                              |
| 6.       | Armin Koch (* 10. November 1871; † 13. Januar 1934)                          | Höhere Adjutantur, Lehrfach (Taktik), in zweiter Linie für den Generalstab                             | Oberst             | 1919 verabschiedet |
| 7.       | Ludwig Schraudenbach (* 28. Dezember 1872; † 15. April 1958)                 | Höhere Adjutantur, Lehrfach (Taktik), in zweiter Linie für den Generalstab                             | Oberst             | 1920 verabschiedet; Tätigkeit im staatlichen Siedlungswesen; Studium der Geschichte an der Universität München (Dr. phil. 1925) |
| 8.       | Georg Freiherr Kreß von Kressenstein (* 6. März 1873; † 18. Juli 1945)       | Höhere Adjutantur                                                                                      | Major              | 1918 zur Disposition gestellt                                                                                                   |
| 9.       | Wilhelm Freiherr von Wimpffen (* 26. April 1865; † 23. Oktober 1911)         | Höhere Adjutantur, in zweiter Linie für den Generalstab                                                | Rittmeister        | 1908 verabschiedet |
| 10.      | Siegfried Freiherr von und zu Aufseß (* 7. Januar 1871; † 30. Mai 1917)      | Höhere Adjutantur                                                                                      | Major              | zuletzt Kommandeur des 9. Feldartillerie-Regiments                                                                              |
| 11.      | Emil von Chlingensperg auf Berg (* 22. August 1868; † 23. Juni 1945)         | Höhere Adjutantur, Lehrfach (Feldkunde, Referatsdienst)                                                | Oberst             | 1921 verabschiedet |
| 12.      | Eduard Herold (* 31. Oktober 1869; † 30. Juli 1954)                          | wegen Beförderung zum Hauptmann Akademie vorzeitig verlassen; zum Lehrfach (Waffenklehre) qualifiziert | Oberst             | 1917 Ritterkreuz des Militär-Max-Joseph-Ordens, 1919 zur Disposition gestellt                                                   |
| 13.      | Emanuel Graf von Holnstein aus Bayern (* 14. April 1868; † 11. Februar 1950) | wegen Beförderung zum Hauptmann vorzeitig ausgeschieden                                                | Oberst             | 1919 zur Disposition gestellt                                                                                                   |
| 14.      | Gustav Freiherr Kreß von Kressenstein (* 18. April 1872; † 3. Februar 1956)  | unbedingt geeignet für den Generalstab, Höhere Adjutantur und Lehrfach (Taktik, Kriegsgeschichte)      | Oberst             | 1919 zur Disposition gestellt; Bankdirektor                                                                                     |
| 15.      | Edmund List (* 30. September 1869; † unbekannt)                              | Höhere Adjutantur, gegebenenfalls auch für das Lehrfach (Waffenlehre, Festungskrieg)                   | Oberstleutnant     | 1919 zur Disposition gestellt                                                                                                   |
| 16.      | Johann Oberlindober (* 21. Juni 1871; † 14. Mai 1918)                        | Höhere Adjutantur, Referatsdienst und Lehrfach (Befestigung), in zweiter Linie für den Generalstab     | Major              | 1918 verabschiedet |

## 33. Lehrgang 1900–1903
| Lfd. Nr. | Name (Lebensdaten)                                                               | Eignung | letzter Dienstgrad     | Anmerkungen |
| -------- | -------------------------------------------------------------------------------- | --- | ---------------------- | --- |
| 1.       | Maximilian Graf von Bothmer (* 12. September 1873; † 28. Dezember 1962)          | Höhere Adjutantur, Lehrfach (Kriegsgeschichte, Taktik)                                                                    | Oberstleutnant         | 1919 zur Disposition gestellt |
| 2.       | Ludwig Graf von Holnstein aus Bayern (* 10. August 1873; † 13. Mai 1950)         | Höhere Adjutantur und Lehrfach (Waffenlehre, Taktik, Kriegsgeschichte), in zweiter Linie für den Generalstab              | Oberstleutnant         | 1918 verabschiedet; Chef der Hof- und Vermögensverwaltung des Kronprinzen Rupprecht von Bayern, 1925 Geschäftsführer des monarchistischen Vereins Bayerntreue, 1936 Vorsitzender des Verwaltungsrats des Wittelsbacher Ausgleichsfonds |
| 3.       | Maximilian von Baligand (* 23. April 1869; † 11. September 1945)                 | Höhere Adjutantur | Oberst                 | 1919 verabschiedet |
| 4.       | Johann Edler von Kiesling auf Kieslingstein (* 18. Juni 1873; † 18. August 1948) | Generalstab und Lehrfach (Taktik, Kriegsgeschichte)                                                                       | Oberstleutnant         | 1919 zur Disposition gestellt; trat in chilenische Dienste, zuletzt Brigadegeneral |
| 5.       | Karl Hänlein (* 6. Oktober 1873; † 13. November 1914)                            | unbedingt geeignet für die Höhere Adjutantur, in zweiter Linie für Generalstab, dann Lehrfach (Taktik, Befestigungslehre) | Major                  | zuletzt Abteilungskommandeur im 9. Feldartillerie-Regiment |
| 6.       | Anton Maier (* 14. September 1870; † 21. August 1934)                            | Höhere Adjutantur, im Bedarfsfall für Lehramt (Kriegsgeschichte, Taktik)                                                  | Oberst                 | 1920 verabschiedet |
| 7.       | Ludwig von Hößlin (* 5. April 1870; † 25. September 1957)                        | ohne besondere Begutachtung                                                                                               | Oberstleutnant         | 1919 verabschiedet |
| 8.       | Friedrich Haack (* 8. Dezember 1869; † 17. November 1940)                        | Generalstab und Lehrfach (Taktik, Kriegsgeschichte)                                                                       | General der Infanterie | 1918 Ritterkreuz des Militär-Max-Joseph-Ordens; 1927 verabschiedet; Schriftleiter der Zeitschrift Deutsche Wehr |
| 9.       | Ferdinand Edler von Ruef auf Hauzendorf (* 22. August 1870; † 12. Oktober 1940)  | Höhere Adjutantur, bei Bedarf auch Lehrfach (Kriegsgeschichte)                                                            | Oberst                 | 1920 verabschiedet |
| 10.      | Heinrich Merck (* 21. Februar 1866; † 11. Februar 1953)                          | Höhere Adjutantur, Generalstab und Lehrfach (Taktik, Kriegsgeschichte)                                                    | Oberst                 | 1919 zur Disposition gestellt |
| 11.      | Kurt Scherf (* 12. September 1866; † 1. Dezember 1942)                           | Generalstab, Höhere Adjutantur und Lehrfach (Taktik, Kriegsgeschichte)                                                    | Oberst                 | 1915 Ritterkreuz des Militär-Max-Joseph-Ordens; 1919 verabschiedet |
| 12.      | Heinrich Graf von Luxburg (* 26. September 1874; † 28. Juli 1960)                | Generalstab und Lehrfach (Taktik, Kriegsgeschichte)                                                                       | Oberstleutnant         | 1919 zur Disposition gestellt |
| 13.      | Friedrich Hemmer (* 19. April 1872; † 12. August 1944)                           | Höhere Adjutantur | Oberstleutnant         | 1919 verabschiedet |
| 14.      | August Möslinger (* 14. Juni 1871; † 20. August 1944)                            | Höhere Adjutantur | Generalmajor           | 1920 verabschiedet; zur Wehrmacht reaktiviert; 1939/44 im Wehrmacht-Transportwesen |
| 15.      | August Steichele (* 7. Dezember 1874; † 22. Juli 1918)                           | Höhere Adjutantur und Lehrfach (Taktik)                                                                                   | Major                  | zuletzt Kommandeur der II. Abteilung des 22. Feldartillerie-Regiments |
| 16.      | Theodor Ertel (* 4. Dezember 1874; † 13. April 1961)                             | Höhere Adjutantur und Lehrfach (Waffenlehre, Festungskrieg)                                                               | Generalmajor           | 1919 zur Disposition gestellt; E-Offizier; zur Wehrmacht reaktiviert; 1939/43 Feldzeugkommando VII; 1943 Mobilmachungsbestimmung aufgehoben                                                                                            |

## 34. Lehrgang 1901–1904
| Lfd. Nr. | Name (Lebensdaten)                                                              | Eignung | letzter Dienstgrad | Anmerkungen |
| -------- | ------------------------------------------------------------------------------- | --- | ------------------ | --- |
| 1.       | Walther Freiherr von Ruffin (* 19. Februar 1870; † 7. Juli 1918)                | Höhere Adjutantur                                                                                               | Oberstleutnant     | zuletzt Kommandeur des Reserve-Infanterie-Regiments 21                                                                         |
| 2.       | Joseph Mehling (* 6. Mai 1869; † 11. Dezember 1936)                             | Generalstab und Lehrfach                                                                                        | Generalmajor       | 199 zur Disposition gestellt                                                                                                   |
| 3.       | Hugo Hofmann (* 29. April 1868; † 1. Mai 1931)                                  | Höhere Adjutantur, in zweiter Linie für Generalstab                                                             | Oberstleutnant     | 1919 verabschiedet |
| 4.       | Konstantin Schmitt (* 21. Mai 1872; † 7. Juli 1930)                             | Höhere Adjutantur und Lehrfach (Taktik, Militär-Zeichnen), in zweiter Linie Generalstab                         | Oberst             | 1919 zur Disposition gestellt                                                                                                  |
| 5.       | Johann Etzel (* 26. April 1870; † 24. August 1937)                              | Brigadeadjutantur                                                                                               | Generalmajor       | 1926 verabschiedet |
| 6.       | August Höchtlen (* 29. Oktober 1874; † 25. August 1914)                         | Höhere Adjutantur und Lehrfach                                                                                  | Hauptmann          | zuletzt Kompaniechef im 16. Infanterie-Regiment „Großherzog Ferdinand von Toskana“                                             |
| 7.       | Franz Knoll (* 22. Juli 1873; † 9. Dezember 1941)                               | Höhere Adjutantur und Lehrfach                                                                                  | Oberstleutnant     | 1921 verabschiedet |
| 8.       | Hans Freiherr von Podewils-Dürniz (* 17. Juli 1875; † 24. Mai 1948)             | Generalstab und Missionen im Ausland                                                                            | Oberst             | 1922 verabschiedet |
| 9.       | Hermann Denk (* 2. Juni 1875; † unbekannt)                                      | Höhere Adjutantur, in zweiter Linie für Generalstab                                                             | Major              | 1920 verabschiedet; Übertritt zur Landespolizei; 1924 pensioniert; Militärberater in Argentinien                               |
| 10.      | Josef von Tannstein genannt Fleischmann (* 29. September 1870; † 29. Juni 1928) | Generalstab und Lehrfach                                                                                        | Oberst             | 1914 Ritterkreuz des Militär-Max-Joseph-Ordens                                                                                 |
| 11.      | Franz Freiherr von Gagern (* 12. Juni 1876; † 10. Februar 1932)                 | Generalstab und Lehrfach (Taktik, Kriegsgeschichte)                                                             | Major              | 1919 verabschiedet |
| 12.      | Johann (Hans) Seißer (* 9. Dezember 1874; † 14. April 1973)                     | Höhere Adjutantur und Lehrfach (Kriegsgeschichte)                                                               | Oberstleutnant     | 1920 verabschiedet; Übertritt zur Landespolizei Bayern; Niederschlagung des Hitler-Putsches; 1945 Polizeipräsident von München |
| 13.      | Friedrich Reuß (* 21. Oktober 1873; † 21. Februar 1925)                         | Höhere Adjutantur, Referatsdienst und Lehrfach                                                                  | Oberst             | zuletzt Stabsoffizier beim Gruppenkommando 2                                                                                   |
| 14.      | August Rettig (* 3. August 1874; † 9. April 1918)                               | Höhere Adjutantur und Lehrfach (Waffenlehre, Militär-Zeichnen und Aufnahme, Festungskrieg) sowie Referatsdienst | Major              | zuletzt Kommandeur der I. Abteilung des Reserve-Feldartillerie-Regiments 12                                                    |
| 15.      | Friedrichfranz Feeser (* 14. Januar 1875; † 24. September 1938)                 | ohne besondere Begutachtung                                                                                     | Generalmajor       | 1927 verabschiedet; 1936/38 Lehrbeauftragter der Universität Würzburg für Wehrkunde und Kriegsgeschichte                       |

## 35. Lehrgang 1902–1905
| Lfd. Nr. | Name (Lebensdaten)                                                 | Eignung | letzter Dienstgrad | Anmerkungen |
| -------- | ------------------------------------------------------------------ | --- | ------------------ | --- |
| 1.       | Theodor Freiherr von Hacke (* 25. Dezember 1871; † 7. August 1912) | Höhere Adjutantur und Hofdienst                                                                             | Hauptmann          | zuletzt Kompaniechef im Infanterie-Leib-Regiment, Kämmerer                                                                                      |
| 2.       | Julius Melchior (* 19. August 1874; † 29. Dezember 1939)           | Höhere Adjutantur                                                                                           | Oberstleutnant     | 1920 verabschiedet |
| 3.       | Maximilian Werkmann (* 19. August 1872; † nach 1951)               | Höhere Adjutantur und Lehrfach (Taktik, Kriegsgeschichte)                                                   | Oberst             | 1920 verabschiedet; Leiter des Hauptversorgungsamtes Bayern in München; 1937 pensioniert                                                        |
| 4.       | Adolf Herrgott (* 1. Oktober 1872; † 13. Februar 1957)             | Generalstab und Lehrfach                                                                                    | Generalleutnant    | 1923 verabschiedet; zur Wehrmacht reaktiviert; Kommandeur der Kriegsgefangenen im Generalgouvernement; 1942 Mobilmachungsbestimmung aufgehoben. |
| 5.       | Hermann Lenz (* 23. Juni 1872; † 20. Dezember 1959)                | Generalstab und Lehrfach (Taktik, Kriegsgeschichte)                                                         | Generalmajor       | 1921 verabschiedet; Führer des Soldatenbunds „Stahlhelm“ in Bayern von 1929 bis 1933                                                            |
| 6.       | Heinrich Mössel (* 9. Januar 1870; † 27. August 1914)              | besonders geeignet für Höhere Adjutantur und Lehrfach                                                       | Hauptmann          | zuletzt Kompaniechef im 3. Infanterie-Regiment „Prinz Karl von Bayern“                                                                          |
| 7.       | Joseph Reiß (* 3. März 1872; † 30. November 1965)                  | Höhere Adjutantur und Lehrfach                                                                              | Generalmajor       | 1920 verabschiedet; Übertritt zur Landespolizei; zur Wehrmacht reaktiviert; 1943 Mobilmachungsbestimmung aufgehoben                             |
| 8.       | Julius Peringer (* 16. Juni 1870; † 4. November 1955)              | Höhere Adjutantur, Referatsdienst und Lehrfach (Taktik)                                                     | Oberst             | 1920 verabschiedet |
| 9.       | Paul Schmitt (* 18. Dezember 1873; † unbekannt)                    | Generalstab und Lehrfach (Kriegsgeschichte, Befestigung)                                                    | Oberstleutnant     | 1918 verabschiedet |
| 10.      | Adolf Edler von Braunmühl (* 9. Juli 1873; † 17. September 1945)   | Höhere Adjutantur und Lehrfach (Militär-Zeichnen, Aufnehmen)                                                | Oberstleutnant     | 1917 zur Disposition gestellt; Hilfsreferent im Kriegsministerium                                                                               |
| 11.      | Heinrich Rhomberg (* 20. April 1874; † 8. Juli 1954)               | Höhere Adjutantur, in zweiter Linie für Generalstab                                                         | Oberstleutnant     | 1919 zur Disposition gestellt |
| 12.      | Karl Bürker (* 5. Mai 1875; † 25. August 1914)                     | Höhere Adjutantur, Referatsdienst und Lehrer an dervArtillerie- und Ingenieur-Schule                        | Hauptmann          | zuletzt Batteriechef im 12. Feldartillerie-Regiment                                                                                             |
| 13.      | Ludwig Schrott (* 24. August 1874; † 30. Dezember 1941)            | Höhere Adjutantur, in zweiter Linie für Generalstab                                                         | Oberst             | 1927 verabschiedet |
| 14.      | Franz Barensfeld (* 15. Juli 1873; † unbekannt)                    | Höhere Adjutantur, Referatsdienst und Lehrfach                                                              | Oberstleutnant     | 1919 zur Disposition gestellt |
| 15.      | Hans Friedrich (* 2. November 1872; † 5. Juli 1923)                | Höhere Adjutantur, Referatsdienst und Lehrfach (Waffenlehre, Befestigung), in zweiter Linie für Generalstab | Major              | 1917 zur Disposition gestellt |
| 16.      | Friedrich Stempel (* 17. November 1875; † 21. Januar 1962)         | Höhere Adjutantur, Referatsdienst sowie Lehrfach (Befestigung, Verkehrsmittellehre)                         | Oberstleutnant     | 1919 zur Disposition gestellt; 1920/22 Präsident der deutschen Luftfahrtfriedenskommission Berlin                                               |

## 36. Lehrgang 1903–1906
| Lfd. Nr. | Name (Lebensdaten)                                                   | Eignung | letzter Dienstgrad             | Anmerkungen |
| -------- | -------------------------------------------------------------------- | --- | ------------------------------ | --- |
| 1.       | Robert Graf von Bothmer (* 6. Dezember 1875; † 28. September 1918)   | Generalstab und Lehrfach (Kriegsgeschichte)                                                                       | Major                          | zuletzt Kommandeur des 14. Infanterie-Regiments „Hartmann“                                                                                                |
| 2.       | August Freiherr von Welser (* 6. Dezember 1874; † 27. Dezember 1940) | während des I. Lehrgangs verabschiedet                                                                            | Hauptmann                      | 1914/18 beim Landsturm |
| 3.       | Hermann Giehrl (* 22. September 1877; † 20. Februar 1923)            | Generalstab, Brigadeadjutantur und Lehrfach (Kriegsgeschichte)                                                    | Oberstleutnant                 | 1918 Ritterkreuz des Militär-Max-Joseph-Ordens |
| 4.       | Karl Seekircher (* 19. Juli 1874; † 3. Juli 1916)                    | Höhere Adjutantur, Referatsdienst                                                                                 | Major                          | zuletzt Führer des II. Bataillons des 17. Infanterie-Regiments „Orff“                                                                                     |
| 5.       | Adolf Ruith (* 11. Mai 1872; † 5. Oktober 1950)                      | in erster Linie für Generalstab, ferner für Höhere Adjutantur und Referatsdienst                                  | General der Infanterie         | 1915 Ritterkreuz des Militär-Max-Joseph-Ordens; 1930 verabschiedet                                                                                        |
| 6.       | Otto Freiherr von Stengel (* 18. Dezember 1877; † 8. Februar 1920)   | Höhere Adjutantur, Referats- und Militär-Eisenbahndienst, in zweiter Linie für Generalstab                        | Major                          | zuletzt Abwicklungsstelle des 20. Infanterie-Regiments „Prinz Franz“                                                                                      |
| 7.       | Karl Prager (* 23. Oktober 1875; † 31. Januar 1959)                  | Generalstab, Höhere Adjutantur und Referatsdienst                                                                 | General der Infanterie         | 1917 Ritterkreuz des Militär-Max-Joseph-Ordens; 1931 verabschiedet; zur Wehrmacht reaktiviert; 1942 Mobilmachungsbestimmung aufgehoben                    |
| 8.       | Karl Prager (* 22. August 1875; † 27. November 1929)                 | Brigadeadjutantur und Militär-Eisenbahndienst                                                                     | Oberstleutnant                 | 1920 verabschiedet |
| 9.       | Theobald Uhrig (* 13. Januar 1875; † 23. September 1914)             | Brigadeadjutantur                                                                                                 | Hauptmann                      | zuletzt Kompaniechef im 2. Infanterie-Regiment „Kronprinz“                                                                                                |
| 10.      | Ludwig Freiherr von Imhof (* 12. Juni 1873; † 31. August 1961)       | ohne besondere Begutachtung                                                                                       | Oberst                         | 1921 verabschiedet |
| 11.      | Gottfried Graf von Tattenbach (* 8. November 1875; † 21. Juli 1961)  | Oberstleutnant | Generalstab, Höhere Adjutantur | 1914 Ritterkreuz des Militär-Max-Joseph-Ordens; 1919 zur Disposition gestellt; Leiter eines Sägewerks in Isny; Mitglied des Wittelsbacher Ausgleichsfonds |
| 12.      | Maximilian Zürn (* 19. September 1871; † 4. Juli 1943)               | Höhere Adjutantur und Referatsdienst                                                                              | Generalmajor                   | 1927 verabschiedet; zur Wehrmacht reaktiviert; 1939/40 Kommandeur der 427. Infanterie-Division                                                            |
| 13.      | Wilhelm Leeb (* 5. September 1876; † 29. April 1956)                 | in erster Linie Generalstab, ferner für Höhere Adjutantur, Referatsdienst und Lehrfach (Taktik, Kriegsgeschichte) | Generalfeldmarschall           | 1915 Ritterkreuz des Militär-Max-Joseph-Ordens; 1942 verabschiedet                                                                                        |
| 14.      | Hans Freiherr von Riedel (* 14. Februar 1875; † 27. Dezember 1956)   | Generalstab, Höhere Adjutantur und Referatsdienst                                                                 | Generalmajor                   | 1920 verabschiedet |
| 15.      | Richard Henn (* 7. Februar 1875; † 6. Februar 1906)                  | während des Lehrgangs verstorben                                                                                  | Oberleutnant                   | |
| 16.      | Eugen Trautmann (* 8. Januar 1875; † 5. April 1932)                  | Generalstab, Lehrfach (Kriegsgeschichte) sowie für besondere Verwendung                                           | Oberstleutnant                 | 1919 zur Disposition gestellt; Gesellschafter und Geschäftsführer der Münchener Eiswerke GmbH                                                             |
| 17.      | Joseph Königsdorfer (* 26. Juni 1875; † 5. September 1960)           | Höhere Adjutantur, Referatsdienst, Lehrfach                                                                       | Generalmajor                   | 1930 verabschiedet |

## 37. Lehrgang 1904–1907
| Lfd. Nr. | Name (Lebensdaten)                                                               | Eignung | letzter Dienstgrad | Anmerkungen |
| -------- | -------------------------------------------------------------------------------- | --- | ------------------ | --- |
| 1.       | Hugo Wenz zu Niederlahnstein (* 9. Dezember 1875; † 8. August 1939)              | Höhere Adjutantur, Referatsdienst und Lehrfach, in zweiter Linie für Generalstab                                  | Generalleutnant    | 1929 verabschiedet |
| 2.       | Hermann Kriebel (* 20. Januar 1876; † 16. Februar 1941)                          | Generalstab, Höhere Adjutantur, Lehrfach                                                                          | Oberst             | 1920 verabschiedet |
| 3.       | August Ruith (* 8. September 1875; † 26. Oktober 1921)                           | Generalstab, Höhere Adjutantur, Referatsdienst, Lehrfach (Taktik, Kriegsgeschichte)                               | Oberst             | 1921 verabschiedet |
| 4.       | Otto Saur (* 1. März 1876; † 3. Juni 1954)                                       | Generalstab, Höhere Adjutantur, Lehrfach (Kriegsgeschichte)                                                       | Generalleutnant    | 1928 verabschiedet; zur Wehrmacht reaktiviert; 1941/42 Kommandeur der Kriegsgefangenenlager im Wehrkreis VII; 1942 verabschiedet |
| 5.       | Hugo Pflügel (* 10. September 1874; † 8. Mai 1935)                               | Höhere Adjutantur, Referats- und Eisenbahndienst, Lehrfach (Taktik)                                               | Generalleutnant    | 1916 Ritterkreuz des Militär-Max-Joseph-Ordens; 1929 verabschiedet; 1930/35 Landeskolonnenführer des Deutschen Roten Kreuzes     |
| 6.       | Friedrich Schumacher (* 2. Juli 1872; † 2. April 1946)                           | ohne besondere Begutachtung                                                                                       | Generalmajor       | 1920 verabschiedet; Oberregierungsrat und Leiter des Versorgungsamtes München II; 1939/42 reaktiviert                            |
| 7.       | Anton Haßlinger (* 29. Mai 1875; † 11. November 1914)                            | Eisenbahndienst, evtl. auch für Brigadeadjutantur                                                                 | Hauptmann          | zuletzt Führer des I. Bataillons des 22. Infanterie-Regiments „Fürst Wilhelm von Hohenzollern“                                   |
| 8.       | Ernst Schmidt (* 5. März 1870; † nach 1. Juli 1939)                              | Höhere Adjutantur, Referats- und Eisenbahndienst, Lehrfach                                                        | Oberstleutnant     | 1920 verabschiedet; Zivilangestellter beim Wehrmacht-Fürsorge- und Versorgungsamt München                                        |
| 9.       | Friedrich von Griesheim (* 17. Januar 1874; † 16. Januar 1961)                   | Höhere Adjutantur, Referatsdienst und Lehrfach (Taktik), in zweiter Linie für Generalstab                         | Oberstleutnant     | 1920 verabschiedet |
| 10.      | Jakob Kaspar (* 3. September 1874; † 19. Juni 1955)                              | Generalstab, Höhere Adjutantur, Referatsdienst                                                                    | Generalleutnant    | 1943 verabschiedet |
| 11.      | Friedrich Freiherr Löffelholz von Kolberg (* 21. September 1870; † 9. März 1948) | Akademie vorzeitig verlassen; im Zwischenzeugnis für Höhere Adjutantur geeignet                                   | Oberstleutnant     | 1921 verabschiedet |
| 12.      | Julius Ritter von Reichert (* 14. Juli 1873; † 26. Juli 1958)                    | Höhere Adjutantur, Referatsdienst, Lehrfach (Waffenlehre, Kriegsgeschichte), in zweiter Linie für den Generalstab | Oberstleutnant     | 1920 verabschiedet |
| 13.      | Ferdinand Meier (* 18. Mai 1875; † 9. August 1952)                               | Höhere Adjutantur, Eisenbahn- und Referatsdienst, Lehrfach                                                        | Oberst             | 1925 verabschiedet; 1935/36 Ergänzungsoffizier                                                                                   |
| 14.      | Wilhelm Schickendantz (* 7. Januar 1876; † 16. April 1936)                       | ohne besondere Begutachtung                                                                                       | Oberstleutnant     | 1920 Übertritt in die Landespolizei Bayern                                                                                       |
| 15.      | Karl Freiherr von Pechmann (* 17. Mai 1877; † 17. Dezember 1914)                 | Höhere Adjutantur, Referats- und Militär-Eisenbahndienst                                                          | Hauptmann          | zuletzt Kompaniechef im 1. Fußartillerie-Regiment „vakant Bothmer“                                                               |
| 16.      | Ludwig Seyler (* 11. Juni 1877; † unbekannt)                                     | Höhere Adjutantur, Referatsdienst und Lehrfach                                                                    | Oberstleutnant     | 1920 verabschiedet; Studium der Medizin (Dr. med.), praktischer Arzt und Geburtshelfer                                           |

## 38. Lehrgang 1905–1908
| Lfd. Nr. | Name (Lebensdaten)                                                           | Eignung                                                                              | letzter Dienstgrad | Anmerkungen |
| -------- | ---------------------------------------------------------------------------- | ------------------------------------------------------------------------------------ | ------------------ | --- |
| 1.       | Otto Freiherr von Berchem (* 21. Januar 1877; † 29. Mai 1949)                | Generalstab und Lehrfach                                                             | Generalmajor       | 1925 verabschiedet; Reichsluftfahrtministerium |
| 2.       | Hugo Baur (* 21. Oktober 1876; † 10. Januar 1964)                            | Generalstab                                                                          | Oberstleutnant     | 1920 verabschiedet; Ministerialdirektor; 1946 Wiederaufbau der Schifffahrtsverwaltung in der Britischen Zone                                                                                |
| 3.       | Eduard Freiherr von Falkenhausen (* 27. September 1875; † 12. Dezember 1941) | besonders geeignet für die Höhere Adjutantur                                         | Oberstleutnant     | 1919 zur Disposition gestellt |
| 4.       | August Opel (* 3. Oktober 1873; † 10. Februar 1943)                          | Höhere Adjutantur und Lehrfach                                                       | Major              | 1920 Übertritt zur Polizei; Chef der Landespolizei Regensburg; 1927 pensioniert |
| 5.       | Wilhelm Hofmann (* 26. April 1874; † 6. August 1950)                         | geeignet für die Verwendung auf dem Gebiet kriegsgeschichtliche Arbeit               | Oberst             | 1925 verabschiedet |
| 6.       | Nikolaus Schemmel (* 25. Dezember 1873; † 18. März 1959)                     | Höhere Adjutantur und Referatsdienst, bedingt für Generalstab                        | Generalleutnant    | 1929 verabschiedet; 1939/42 Verwendung im Kriegsgefangenenwesen; 1943 verabschiedet |
| 7.       | Karl Fischer (* 21. September 1876; † 4. Dezember 1957)                      | Eisenbahndienst, im Bedarfsfall für Lehrfach                                         | Generalmajor       | 1942 verabschiedet |
| 8.       | Friedrich Tumma (* 5. September 1875; † 16. Dezember 1930)                   | Höhere Adjutantur, Lehrfach und Militär-Eisenbahndienst, bedingt für den Generalstab | Major              | 1916 Ritterkreuz des Militär-Max-Joseph-Ordens; 1920 Übertritt zur Ordnungspolizei; Chef der Schutzpolizei Augsburg; 1930 pensioniert                                                       |
| 9.       | Heinrich Füchtbauer (* 3. April 1879; † 11. Dezember 1947)                   | Höhere Adjutantur, Lehrfach und Militär-Eisenbahndienst                              | Generalmajor       | 1915 Ritterkreuz des Militär-Max-Joseph-Ordens; 1929 verabschiedet; 1929/37 Taktiklehrer an der Kriegsakademie Istanbul; zur Wehrmacht reaktiviert; 1943 Mobilmachungsbestimmung aufgehoben |
| 10.      | Paul Voit (* 10. Februar 1876; † 17. September 1949)                         | Generalstab und Militär-Eisenbahndienst                                              | Generalleutnant    | 1920 verabschiedet; 1933 Wiedereintritt; Februar 1945 verabschiedet |
| 11.      | Friedrich Geyer (* 12. Februar 1874; † unbekannt)                            | Höhere Adjutantur, Referatsdienst und Lehrfach                                       | Major              | 1918 verabschiedet |
| 12.      | Georg Fießenig (* 30. April 1873; † unbekannt)                               | Höhere Adjutantur, Lehrfach                                                          | Oberstleutnant     | 1920 verabschiedet |
| 13.      | Ludwig Biergans (* 8. Januar 1875; † 15. September 1914)                     | Höhere Adjutantur                                                                    | Hauptmann          | zuletzt Kompanieführer im Reserve-Infanterie-Regiment 11 |
| 14.      | Wilhelm Stadelmayr (* 21. Januar 1877; † 19. Juli 1949)                      | Höhere Adjutantur und Referatsdienst, bedingt für den Generalstab                    | Major              | 1919 verabschiedet |
| 15.      | August Manz (* 8. Januar 1876; † unbekannt)                                  | Höhere Adjutantur, Eisenbahndienst und Lehrfach, nur bedingt für den Generalstab     | Major              | 1920 verabschiedet |
| 16.      | Ludwig Engel (* 17. November 1876; † 25. März 1940)                          | Höhere Adjutantur, bedingt für den Generalstab                                       | Major              | 1921 verabschiedet |

## 39. Lehrgang 1906–1909
| Lfd. Nr. | Name (Lebensdaten)                                                            | Eignung                                                                                 | letzter Dienstgrad     | Anmerkungen |
| -------- | ----------------------------------------------------------------------------- | --------------------------------------------------------------------------------------- | ---------------------- | --- |
| 1.       | Nikolaus von Bomhard (* 9. November 1876; † 5. Dezember 1953)                 | Höhere Adjutantur, Eisenbahn- und Referatsdienst, Lehrfach (Taktik)                     | Major                  | 1919 zur Disposition gestellt |
| 2.       | Franz Carl Endres (* 17. Dezember 1878; † 10. März 1954)                      | Generalstab und besonders zum Lehrfach                                                  | Major                  | 1916 verabschiedet; Historiker, Schriftsteller und Freimaurer                                                                             |
| 3.       | Rudolf Giehrl (* 26. Juli 1876; † 22. März 1963)                              | Generalstab                                                                             | Oberstleutnant         | 1919 zur Disposition gestellt |
| 4.       | Kurt Raila (* 9. Oktober 1875; † 15. Mai 1915)                                | Höhere Adjutantur                                                                       | Major                  | zuletzt Adjutant der 11. Division |
| 5.       | Karl Schnitzlein (* 2. Dezember 1875; † 25. September 1947)                   | Brigadeadjutantur                                                                       | Oberstleutnant         | 1920 verabschiedet; 1927/31 Chef der Landespolizei München                                                                                |
| 6.       | Friedrich Preitner (* 18. Juli 1874; † 26. März 1928)                         | für den Generalstab unbedingt geeignet                                                  | Oberstleutnant         | 1919 zur Disposition gestellt |
| 7.       | Rudolf Stollberg (* 1. Oktober 1872; † 25. November 1953)                     | Höhere Adjutantur und Referatsdienst                                                    | Oberst                 | 1925 verabschiedet |
| 8.       | Karl Wägele (* 19. März 1874; † unbekannt)                                    | vorzeitig abgebrochen                                                                   | Hauptmann              | 1908 verabschiedet; 1919 Inspekteur beim Garnisonslazarett                                                                                |
| 9.       | Franz Sperr (* 12. Februar 1878; † 23. Januar 1945)                           | Generalstab                                                                             | Oberst                 | 1919 zur Disposition gestellt |
| 10.      | Hilmar Mittelberger (* 19. Dezember 1878; † 22. September 1953)               | Höhere Adjutantur, Referats- und Eisenbahndienst; sehr bedingt für den Generalstab      | General der Infanterie | 1933 verabschiedet; 1933/39 Militärberater der Türkischen Regierung                                                                       |
| 11.      | Karl Wucher (* 3. Dezember 1873; † 17. August 1944)                           | Höhere Adjutantur und Lehrfach (Taktik)                                                 | Oberstleutnant         | 1915 Ritterkreuz des Militär-Max-Joseph-Ordens; 1919 zur Disposition gestellt                                                             |
| 12.      | Wilhelm Muxel (* 14. Oktober 1875; † 14. Oktober 1942)                        | Adjutantur                                                                              | Major                  | 1920 Übertritt zur Polizei; Chef der Schutzpolizei Nürnberg-Fürth, 1930 pensioniert, war an Niederschlagung des Hitler-Putsches beteiligt |
| 13.      | Maximilian Knoll (* 13. Dezember 1873; † 3. Januar 1944)                      | besonders für den Referats- und Eisenbahndienst geeignet; Höhere Adjutantur             | Major                  | 1919 zur Disposition gestellt |
| 14.      | Karl Müller (* 8. August 1876; † 20. Februar 1961)                            | Brigadeadjutantur                                                                       | Major                  | 1920 verabschiedet; zur Wehrmacht reaktiviert; Kommandeur eines Landesschützen-Bataillons; 1940 Mobilmachungsbestimmung aufgehoben        |
| 15.      | Hermann Ritter von Pfistermeister (* 28. September 1877; † 11. Juni 1920)     | Generalstab                                                                             | Major                  | 1920 verabschiedet |
| 16.      | Friedrich Bonn (* 10. Mai 1875; † 31. März 1942)                              | besonders geeignet für den Eisenbahndienst, ferner Brigadeadjutantur und Referatsdienst | Oberstleutnant         | 1920 verabschiedet; Verlagsbuchhändler |
| 17.      | Robert Meyerhofer (* 19. Januar 1880; † 24. Mai 1926)                         | Höhere Adjutantur, Lehrfach an Krieg- und Ingenieur-Schule                              | Major                  | 1920 verabschiedet |
| 18.      | Wilhelm Neuffer (* 21. April 1878; † 1. September 1939)                       | Generalstab                                                                             | Major                  | 1919 zur Disposition gestellt; Studium Dr. rer. pol.                                                                                      |
| 19.      | Albert Kraußold (* 2. November 1876; † 11. September 1946)                    | Höhere Adjutantur, Lehrfach                                                             | Generalmajor           | 1925 verabschiedet; 1928 Wiedereintritt; 1942 verabschiedet                                                                               |
| 20.      | Siegfried Freiherr von und zu Fraunberg (* 27. Dezember 1874; † 8. März 1944) | Brigadeadjutantur, Lehrfach (Waffenlehre) und Artillerie-Führer                         | Oberstleutnant         | 1921 zur Disposition gestellt |

## 40. Lehrgang 1907–1910
| Lfd. Nr. | Name (Lebensdaten)                                                                  | Eignung                                                                                            | letzter Dienstgrad     | Anmerkungen                                                                                     |
| -------- | ----------------------------------------------------------------------------------- | -------------------------------------------------------------------------------------------------- | ---------------------- | ----------------------------------------------------------------------------------------------- |
| 1.       | Wilhelm Freiherr von Massenbach-Gemmingen (* 10. September 1874; † 26. August 1914) | Generalstab                                                                                        | Hauptmann              | zuletzt Führer der 12 Kompanie im 9. Infanterie-Regiment „Wrede“                                |
| 2.       | Ottmar Dillmann (* 28. April 1878; † 17. Oktober 1948)                              | Höhere Adjutantur                                                                                  | Major                  | 1919 verabschiedet                                                                              |
| 3.       | Ernst Paraquin (* 2. März 1876; † 23. September 1957)                               | Generalstab, Dolmetscher (Französisch)                                                             | Oberstleutnant         | 1919 zur Disposition gestellt                                                                   |
| 4.       | Anton Karner (* 9. Juli 1876; † 23. Dezember 1965)                                  | Höhere Adjutantur                                                                                  | Major                  | 1916 zur Disposition gestellt; beim Militärgouverneur der Provinz Luxemburg; 1920 verabschiedet |
| 5.       | Adolf Dröber (* 9. Dezember 1876; † 15. Oktober 1952)                               | bedingt für Adjutantur geeignet                                                                    | Major                  | 1920 verabschiedet                                                                              |
| 6.       | Benno Clauß (* 3. April 1878; † 13. Mai 1941)                                       | Höhere Adjutantur                                                                                  | Major                  | 1919 zur Disposition gestellt                                                                   |
| 7.       | Franz Greß (* 31. Dezember 1876; † 19. März 1954)                                   | Höhere Adjutantur, Referats- und Militär-Eisenbahndienst sowie Lehrfach (Taktik)                   | Oberstleutnant         | 1920 verabschiedet                                                                              |
| 8.       | Josef Schuster (* 7. September 1876; † 19. November 1952)                           | wegen schwerer Erkrankung ein Jahr wiederholt; bedingt geeignet für Brigadeadjutantur              | Major                  | 1920 verabschiedet                                                                              |
| 9.       | Eduard Weinzierl (* 15. Dezember 1874; † 8. April 1930)                             | Höhere Adjutantur, MIlitär-Eisenbahndienst                                                         | Major                  | 1920 verabschiedet                                                                              |
| 10.      | Justin Brößler (* 27. September 1876; † 14. März 1955)                              | Höhere Adjutantur, Lehrfach (Taktik)                                                               | Major                  | 1919 zur Disposition gestellt                                                                   |
| 11.      | Friedrich Haselmayr (* 11. April 1879; † 18. Juni 1965)                             | Höhere Adjutantur, Referats- und Militär-Eisenbahndienst sowie Lehrfach; evtl. auch Generalstab    | Generalleutnant        | Verfasser des mehrteiligen Werkes Diplomatische Geschichte des zweiten Reichs von 1871–1918     |
| 12.      | Walter Freiherr von und zu Aufseß (* 23. Februar 1879; † 15. November 1914)         | Generalstab und Militär-Eisenbahndienst                                                            | Rittmeister            | zuletzt Bataillonsführer im 22. Infanterie-Regiment „Fürst Wilhelm von Hohenzollern“            |
| 13.      | Karl Gonnermann (* 4. August 1876; † 28. Juli 1961)                                 | keine besondere Begutachtung                                                                       | Oberstleutnant         | 1915 Ritterkreuz des Militär-Max-Joseph-Ordens; 1920 verabschiedet; Militärschriftsteller       |
| 14.      | Maximilian Welsch (* 30. Juli 1877; † unbekannt)                                    | Höhere Adjutantur                                                                                  | Oberstleutnant         | 1920 verabschiedet                                                                              |
| 15.      | Kasimir von Keller (* 4. August 1879; † 12. Februar 1945)                           | Höhere Adjutantur                                                                                  | Major                  | 1920 verabschiedet                                                                              |
| 16.      | Wilhelm Lobenhoffer (* 14. Februar 1876; † 10. Oktober 1931)                        | keine besondere Begutachtung                                                                       | Major                  | 1916 verabschiedet; Kaufmännischer Direktor                                                     |
| 17.      | Theodor Endres (* 25. September 1876; † 19. Januar 1956)                            | Generalstab und Militär-Eisenbahndienst                                                            | General der Artillerie | 1943 verabschiedet                                                                              |
| 18.      | Gustav Ulrich (* 6. Juni 1873; † unbekannt)                                         | Höhere Adjutantur                                                                                  |                        | 1910 ausgeschieden und in preußische Dienste übergetreten                                       |
| 19.      | Robert Berghofer (* 8. Juni 1879; † 18. Februar 1927)                               | Höhere Adjutantur, Lehrfach und Verwendung in der Inspektion des Ingenieur-Korps und der Festungen | Major                  | 1920 verabschiedet                                                                              |
| 20.      | Wilhelm Adam (* 15. September 1877; † 8. April 1949)                                | Generalstab                                                                                        | Generaloberst          | 1939 verabschiedet                                                                              |

## 41. Lehrgang 1908–1911
| Lfd. Nr. | Name (Lebensdaten)                                             | Eignung | letzter Dienstgrad     | Anmerkungen |
| -------- | -------------------------------------------------------------- | --- | ---------------------- | --- |
| 1.       | Karl Freiherr von Hacke (* 25. Dezember 1876; † 21. März 1916) | Höhere Adjutantur, Lehrfach                                                                                       | Hauptmann              | zuletzt Führer des I. Bataillons des 3. Infanterie-Regiment „Prinz Karl von Bayern“                                                                                            |
| 2.       | Karl Berthold (* 2. Juli 1877; † 19. August 1917)              | Höhere Adjutantur                                                                                                 | Major                  | zuletzt Führer des 26. Infanterie-Regiments |
| 3.       | Ludwig Lüst (* 4. Juni 1876; † 26. November 1951)              | Höhere Adjutantur, Militär-Eisenbahndienst, Lehrfach (Taktik) und Dolmetscher (Französisch, Englisch)             | Generalmajor           | 1928 verabschiedet; zur Luftwaffe reaktiviert |
| 4.       | Arnulf Rüdel (* 24. Januar 1881; † 3. September 1914)          | unbedingt geeignet für die Höhere Adjutantur, besonders den Referatsdienstund auch das Lehrfach (Französisch)     | Hauptmann              | zuletzt Führer der 3. Kompanie im 1. Infanterie-Regiment „König“ |
| 5.       | Georg Naegelsbach (* 28. April 1876; † 17. März 1945)          | Höhere Adjutantur                                                                                                 | Generalmajor           | 1943 verabschiedet |
| 6.       | Wilhelm Oesterreicher (* 23. März 1876; † 28. September 1917)  | vorzüglich als Dolmetscher und Lehrfach (Französisch), im Bedarfsfall für die Adjutantur                          | Hauptmann              | zuletzt Kommandeur des II. Bataillons des Reserve-Infanterie-Regiments 12 |
| 7.       | Arthur Hagen (* 19. März 1877; † 2. März 1959)                 | Höhere Adjutantur, Militär-Eisenbahndienst, Referatsdienst, Lehrfach (Taktik), im Bedarfsfall für den Generalstab | Major                  | 1919 zur Disposition gestellt |
| 8.       | Georg Häublein (* 22. August 1873; † 26. April 1952)           | Höhere Adjutantur                                                                                                 | Generalmajor           | 1920 verabschiedet; Chef der Landespolizei Nürnberg-Fürth; zur Wehrmacht reaktiviert; 1939/43 im Kriegsgefangenenwesen                                                         |
| 9.       | Franz Hörauf (* 16. Juli 1878; † 8. Dezember 1957)             | Generalstab | Generalmajor           | 1916 Ritterkreuz des Militär-Max-Joseph-Ordens; 1928 verabschiedet, zur Wehrmacht reaktiviert; Kommandant von Lodz; Mobilmachungsbestimmung 1943 aufgehoben                    |
| 10.      | Otto Frauenholz (* 14. März 1875; † 31. März 1920)             | Unbedingt geeignet für die Höhere Adjutantur                                                                      | Major                  | 1920 verabschiedet |
| 11.      | Paul Jahreiß (* 1. Mai 1878; † 22. Februar 1919)               | vorzüglich geeignet für den Generalstab sowie das Lehrfach (Taktik)                                               | Major                  | 1915 Ritterkreuz des Militär-Max-Joseph-Ordens |
| 12.      | Otto Riederer (* 28. Februar 1878; † 27. Oktober 1937)         | Höhere Adjutantur, Referatsdienst, Eisenbahndienst sowie Lehrfach (Französisch)                                   | Major                  | 1920 verabschiedet |
| 13.      | Karl Eberth (* 12. November 1877; † 13. April 1952)            | Generalstab | General der Artillerie | 1930 verabschiedet; 1934 Reaktivierung; 1943 verabschiedet |
| 14.      | Karl Deuringer (* 5. Oktober 1879; † 25. Oktober 1946)         | keine besondere Begutachtung                                                                                      | Major                  | 1920 verabschiedet; Archivar des Kriegsarchivs, Oberregierungsrat und Autor |
| 15.      | Wilhelm Schrenk (* 13. Juli 1876; † 25. Februar 1959)          | Referatsdienst, Lehrfach an der Artillerie- und Ingenieur-Schule                                                  | Oberst                 | 1914 Ritterkreuz des Militär-Max-Joseph-Ordens; 1921 verabschiedet; zur Wehrmacht reaktiviert; Kommandeur des Artillerieregiments 305; Mobilmachungsbestimmung 1942 aufgehoben |
| 16.      | Karl Hotz (* 29. April 1877; † 20. Oktober 1941)               | Höhere Adjutantur, Referatsdienst                                                                                 | Oberstleutnant         | 1921 verabschiedet; zur Wehrmacht reaktiviert; zuletzt Feldkommandant Nantes                                                                                                   |
| 17.      | Rudolf Zeileis (* 20. Juni 1879; † 13. September 1930)         | Höhere Adjutantur, Referatsdienst, Lehrfach                                                                       | Oberstleutnant         | 1927 verabschiedet |
| 18.      | Wilhelm List (* 14. Mai 1880; † 16. August 1971)               | unbedingt geeignet für den Generalstab, den Militär-Eisenbahndienst und das Lehrfach (Festungskrieg)              | Generalfeldmarschall   | 1942 verabschiedet |
| 19.      | Peter Streck (* 13. November 1879; † 6. Dezember 1958)         | wegen Erkrankung keine Begutachtung                                                                               | Major                  | 1917 zur Disposition gestellt; Schriftsteller |
| 20.      | Andreas Glöckle (* 30. September 1881; † nach 1942)            | Höhere Adjutantur, Referatsdienst und Militär-Eisenbahndienst                                                     | Major                  | 1919 zur Disposition gestellt |

## 42. Lehrgang 1909–1912
| Lfd. Nr. | Name (Lebensdaten)                                                                 | Eignung                                                                                               | letzter Dienstgrad | Anmerkungen |
| -------- | ---------------------------------------------------------------------------------- | --- | ------------------ | --- |
| 1.       | Friedrich Kriebel (* 14. Oktober 1879; † 3. Dezember 1964)                         | ganz besonders für den Generalstab geeignet                                                           | Generalmajor       | 1915 Ritterkreuz des Militär-Max-Joseph-Ordens; 1920 verabschiedet; 1928 reaktiviert; 1942 verabschiedet                                                                                              |
| 2.       | Maximilian Kühlmann (* 21. April 1877; † 1. April 1915)                            | Höhere Adjutantur                                                                                     | Hauptmann          | zuletzt Adjutant der 6. Infanterie-Brigade |
| 3.       | Richard Verstl (* 17. Januar 1878; † 11. August 1938)                              | Generalstab                                                                                           | Major              | 1919 verabschiedet; Geschäftsführer der Saatzuchtwirtschaft Fr. Strube-Schlanstedt |
| 4.       | Friedrich Dümlein (* 20. Dezember 1875; † 10. April 1948)                          | Adjutantur                                                                                            | Generalleutnant    | 1930 verabschiedet; 1940/42 reaktiviert; Kommandeur der 407. Infanterie-Division; 1943 Mobilmachungsbestimmung aufgehoben                                                                             |
| 5.       | Alfons Madrilley (* 11. November 1878; † 19. September 1914)                       | Höhere Adjutantur                                                                                     | Hauptmann          | zuletzt Führer der 5. Kompanie im Reserve-Infanterie-Regiment 3 |
| 6.       | Maximilian Kalbfus (* 15. Februar 1879; † 16. Januar 1946)                         | besonders geeignet für den Militär-Eisenbahndienst, geeignet für Referatsdienst und Höhere Adjutantur | Oberst             | 1928 verabschiedet |
| 7.       | Rudolf Kittel (* 16. Mai 1881; † 30. April 1964)                                   | Adjutantur                                                                                            | Major              | 1920 verabschiedet |
| 8.       | Rudolf Biechele (* 2. Juli 1876; † 30. Dezember 1954)                              | Höhere Adjutantur, Referatsdienst und Lehrfach                                                        | Major              | 1920 verabschiedet |
| 9.       | Hermann Geis (* 20. Januar 1878; † 15. Januar 1958)                                | Adjutantur                                                                                            | Generalmajor       | 1928 verabschiedet; zur Wehrmacht reaktiviert |
| 10.      | Georg Distel (* 18. März 1878; † unbekannt)                                        | Generalstab                                                                                           | Oberstleutnant     | 1920 verabschiedet; Beamter beim Heeresabwicklungsamt Bayern |
| 11.      | August Hörl (* 30. Juli 1876; † 11. August 1956)                                   | Adjutantur                                                                                            | Oberst             | 1920 verabschiedet; 1933 Übernahme in die Reichswehr; 1938 verabschiedet, in den 1920ern auch 1. Vorsitzender des Andreas-Hofer-Bund in München, Stabsleiter der Organisation Kanzler und Unternehmer |
| 12.      | Bruno Edler von Kiesling auf Kieslingstein (* 6. Oktober 1878; † 18. Februar 1957) | Höhere Adjutantur, Referatsdienst und Militär-Eisenbahndienst                                         | Generalleutnant    | 1919 zur Disposition gestellt; 1933 E-Offizier; 1938 zur Wehrmacht reaktiviert; 1943 verabschiedet |
| 13.      | Heinrich von Bayern (* 24. Juni 1884; † 8. November 1916)                          | keine Begutachtung                                                                                    | Major              | zuletzt stellvertretender Führer des Leib-Infanterie-Regiments |
| 14.      | Hans Hörmann von Hörbach (* 18. März 1882; † 14. August 1969)                      | Höhere Adjutantur                                                                                     | Oberst             | 1920 verabschiedet; zur Wehrmacht reaktiviert |
| 15.      | Hermann Müller, seit 1914 Hermann Müller-Brand (* 25. November 1879; † unbekannt)  | Höhere Adjutantur                                                                                     | Hauptmann i. G.    | 1920 verabschiedet |
| 16.      | Anton Belli von Pino (* 13. Dezember 1881; † 2. Februar 1945)                      | Generalstab                                                                                           | Oberst i. G.       | 1920 verabschiedet; zur Wehrmacht reaktiviert |
| 17.      | Friedrich Dollmann (* 2. Februar 1882; † 27. Juni 1944)                            | Höhere Adjutantur                                                                                     | Generaloberst      | zuletzt Oberbefehlshaber der 7. Armee |
| 18.      | Karl Frauenholz (* 5. April 1879; † 5. Dezember 1939)                              | Höhere Adjutantur                                                                                     | Oberstleutnant     | 1920 verabschiedet, zuletzt bei der Wehrersatzinspektion Innsbruck |
| 19.      | Franz Auer (* 17. Mai 1878; † 15. August 1967)                                     | Höhere Adjutantur, Referatsdienst und Lehrfach                                                        | Generalleutnant    | 1933 verabschiedet; Heereswaffenamt; 1943 Mobilmachungsbestimmung aufgehoben |
| 20.      | Hermann Kuprion (* 29. Mai 1880; † 21. August 1951)                                | besonders geeignet für das Lehrfach, ferner den Referatsdienst und die Höhere Adjutantur              | Generalleutnant    | 1933 verabschiedet; 1940 Kommandeur der 557. Infanterie-Division; 1941 Mobilmachungsbestimmung aufgehoben                                                                                             |
| 21.      | Adolf Hühnlein (* 12. September 1881; † 18. Juni 1942)                             | Höhere Adjutantur und Lehrfach                                                                        | Generalmajor       | Ende 1923 wegen Teilnahme am Hitlerputsch verabschiedet; Korpsführer des NS-Kraftfahr-Korps |

## 43. Lehrgang 1910–1913
| Lfd. Nr. | Name (Lebensdaten)                                                  | Eignung | letzter Dienstgrad   | Anmerkungen |
| -------- | ------------------------------------------------------------------- | --- | -------------------- | --- |
| 1.       | Johann Freiherr von Hertling (* 27. Mai 1879; † 13. Juni 1944)      | ohne besondere Begutachtung                                                                                         | Major                | 1920 verabschiedet; 1924 Abteilungsvorstand der Austria GmbH                                                                  |
| 2.       | Friedrich Baur (* 7. Mai 1880; † 18. Mai 1962)                      | Generalstab und Lehrfach (Taktik)                                                                                   | Oberst               | 1920 verabschiedet; 1922/35 Archivrat im Kriegsarchiv; 1935/43 Dienst in der Wehrmacht                                        |
| 3.       | Edgar Freiherr von Berchem (* 2. November 1877; † 10. Oktober 1935) | Höhere Adjutantur                                                                                                   | Major                | 1919 zur Disposition gestellt                                                                                                 |
| 4.       | Robert Groß (* 30. Oktober 1878; † 27. November 1927)               | Höhere Adjutantur sowie Referats- und Eisenbahndienst                                                               | Oberstleutnant       | 1920 verabschiedet |
| 5.       | Hans Streit (* 18. Februar 1879; † 6. Juni 1946)                    | Höhere Adjutantur                                                                                                   | Major                | 1920 verabschiedet |
| 6.       | Hans Fischach (* 4. März 1879; † 20. Januar 1927)                   | Höhere Adjutantur und Lehrfach (Taktik)                                                                             | Major                | 1924 verabschiedet |
| 7.       | Friedrich Kieffer (* 27. Juli 1880; † 21. März 1952)                | ohne besondere Begutachtung                                                                                         | Generalleutnant      | 1916 Ritterkreuz des Militär-Max-Joseph-Ordens; 1932 verabschiedet; 1939/43 zur Wehrmacht reaktiviert, Kommandant von München |
| 8.       | Friedrich Gürtler (* 17. Oktober 1878; † 3. Januar 1943)            | in erster Linie für Höhere Adjutantur, dann für Referats- und Militär-Eisenbahndienst sowie Lehrfach (Taktik)       | Major                | 1920 verabschiedet; Oberheeresachchivrat im Kriegsarchiv                                                                      |
| 9.       | Friedrich Nagel (* 22. Januar 1879; † unbekannt)                    | Adjutantur | Major                | 1920 verabschiedet, Übertritt zur Landespolizei Bayern; 1928/31 Chef der Schutzpolizei Regensburg; 1931 pensioniert           |
| 10.      | Alexander Siry (* 16. Oktober 1879; † 11. Februar 1961)             | Brigadeadjutantur, bedingt für Generalstab                                                                          | Major                | 1920 verabschiedet Zeuge im Hitler-Prozess                                                                                    |
| 11.      | Maximilian von Weichs (* 12. November 1881; † 27. September 1954)   | Generalstab und Referatsdienst                                                                                      | Generalfeldmarschall | |
| 12.      | Otto Zippelius (* 31. Januar 1885; † Juni 1957)                     | Generalstab, Höhere Adjutantur, Referatsdienst und Lehrfach                                                         | Major                | 1920 verabschiedet, Militärinstruktor und Führer des Bundes Deutscher Militärvereine in Chile                                 |
| 13.      | Hubert von Hößlin (* 2. März 1882; † 23. Juni 1968)                 | Generalstab, Referatsdienst und Lehrfach                                                                            | Generalmajor         | 1920 verabschiedet; Staatsoberarchivar im Bayerischen Kriegsarchiv; zur Wehrmacht reaktiviert                                 |
| 14.      | Hubert Bitsch (* 4. Januar 1883; † 3. September 1933)               | unbedingt geeignet für Generalstab, Lehrfach und jede sonstige Verwendung, besonders als Dolmetscher in Französisch | Major                | 1919 zur Disposition gestellt; Staatsrat; Ministerialsrat im Ministerium des Äußern; 1933 einstweiliger Ruhestand             |
| 15.      | Paul Danzer (* 8. Dezember 1879; † nach 1935)                       | unbedingt geeignet für Höhere Adjutantur sowie Lehrfach (Waffenlehre, Artillerie-Taktik)                            | Major                | 1920 verabschiedet |
| 16.      | Gottfried Roschmann (* 11. April 1878; † 26. April 1945)            | Höhere Adjutantur, Referats- und Eisenbahndienst, in zweiter Linie für Generalstab und Lehrfach                     | Oberstleutnant       | 1920 verabschiedet; Dienst in der Wehrmacht; 1939 verabschiedet                                                               |
| 17.      | Friedrich Deßloch (* 17. November 1882; † 14. Oktober 1952)         | Adjutantur oder Fachlehrer für Artilleriewesen                                                                      | Major                | 1915 Ritterkreuz des Militär-Max-Joseph-Ordens; 1920 verabschiedet; Studium der Medizin und Nationalökonomie                  |
| 18.      | Maximilian Leyh (* 16. Februar 1879; † 12. April 1952)              | Generalstab und Lehrfach (Kriegsgeschichte)                                                                         | Major                | 1920 verabschiedet; 1918/47 Vorstand des Bayerischen Kriegsarchivs, als Staatsarchivdirektor pensioniert                      |
| 19.      | Christian Pirner (* 9. Januar 1883; † 20. April 1968)               | Generalstab und Lehrfach (Befestigung und Festungskrieg)                                                            | Major                | 1920 verabschiedet; Übertritt zur Landespolizei; 1933 pensioniert als Polizeigeneral                                          |
| 20.      | Josef Gmeinwieser (* 14. Mai 1877; † 4. Januar 1937)                | Höhere Adjutantur und Referatsdienst sowie Lehrfach (Taktik, Waffenlehre, evtl. Befestigung und Festungskrieg)      | Oberst               | 1924 verabschiedet; Studium der Geschichte, Dr. phil., E-Offizier in der Wehrmacht; 1936 verabschiedet                        |

## 44. Lehrgang 1911–1914
| Lfd. Nr. | Name (Lebensdaten)                                               | Eignung | letzter Dienstgrad       | Anmerkungen |
| -------- | ---------------------------------------------------------------- | --- | ------------------------ | --- |
| 1.       | Paul Bauer (* 18. Juni 1880; † 14. Februar 1948)                 | Generalstab und Lehrfach (besonders Kriegsgeschichte)                                                         | Generalmajor             | 1933 verabschiedet |
| 2.       | Otto Eckstein (* 19. Februar 1880; † 1. Februar 1942)            | ohne besondere Begutachtung                                                                                   | Major                    | 1920 verabschiedet |
| 3.       | Max Schindler (* 11. Dezember 1880; † 15. Januar 1963)           | Höhere Adjutantur, Militär-Eisenbahndienst und Lehrfach (Taktik), bedingt für Generalstab                     | Generalleutnant          | |
| 4.       | Maximilian Pflaumer (* 8. Dezember 1880; † 28. August 1927)      | Generalstab und Lehrfach                                                                                      | Major                    | 1920 verabschiedet; Kreisleiter der Technischen Nothilfe Bayern in München |
| 5.       | Richard Semmelmann (* 3. Dezember 1881; † 1. Juli 1967)          | Höhere Adjutantur, Lehrfach (Taktik) und Eisenbahndienst                                                      | Oberst                   | 1920 verabschiedet; als Beamter weiterbeschäftigt; zur Wehrmacht reaktiviert |
| 6.       | Richard Wenk (* 16. August 1881; † 17. Oktober 1962)             | Generalstab und Lehrfach                                                                                      | Generalleutnant          | |
| 7.       | Karl Hufenhäuser (* 27. Juni 1877; † 9. Juni 1922)               | besonders geeignet für Höhere Adjutantur, dann Referatsdienst, in zweiter Linie für Lehrfach (Taktik)         | Major                    | zuletzt im 19. (Bayerisches) Infanterie-Regiment |
| 8.       | Edgar Martin (* 16. Februar 1881; † 29. August 1914)             | Generalstab und Lehrfach                                                                                      | Hauptmann                | zuletzt Adjutant der 9. Ersatz-Brigade |
| 9.       | Ludwig Geßner (* 9. Februar 1880; † 2. August 1949)              | ohne besondere Begutachtung                                                                                   | Major                    | 1920 verabschiedet |
| 10.      | Adolf Rauner (* 5. Oktober 1880; † 6. Dezember 1954)             | während des II. Lehrgangs pensioniert                                                                         |                          | Generalmajor der Ordnungspolizei |
| 11.      | Adolf Völk (* 29. Mai 1878; † 27. Februar 1968)                  | besonders geeignet für Referatsdienst, ferner für Höhere Adjutantur                                           | Major                    | 1920 verabschiedet |
| 12.      | Albert Schmid (* 13. Februar 1881; † 20. August 1914)            | Höhere Adjutantur                                                                                             | Hauptmann                | zuletzt Führer der 9. Kompanie des Reserve-Infanterie-Regiments 7 |
| 13.      | Hugo Höfl (* 16. Juni 1878; † 13. April 1957)                    | Höhere Adjutantur, Militär-Eisenbahn- und Referatsdienst                                                      | Generalleutnant          | 1943 verabschiedet |
| 14.      | Franz Kreß von Kressenstein (* 23. Juli 1881; † 14. Januar 1957) | Generalstab                                                                                                   | General der Kavallerie   | 1938 verabschiedet |
| 15.      | Ernst Feßmann (* 6. Januar 1881; † 25. Oktober 1962)             | Höhere Adjutantur                                                                                             | General der Panzertruppe | |
| 16.      | Adalbert von Bayern (* 3. Juni 1886; † 29. Dezember 1970)        | ohne besondere Qualifikation                                                                                  | Rittmeister              | 1918 verabschiedet; Studium der Geschichte (Dr. phil.), Historiker und Schriftsteller; zur Wehrmacht reaktiviert; persönlicher Ordonnanzoffizier von Wilhelm Ritter von Leeb; 1952/56 Botschafter der Bundesrepublik Deutschland in Spanien |
| 17.      | Heinrich Aschenbrandt (* 30. Juni 1884; † 23. März 1953)         | ohne besondere Qualifikation                                                                                  | Generalmajor             | 1944 verabschiedet |
| 18.      | Franz Halder (* 30. Juni 1884; † 2. April 1972)                  | unbedingt geeignet für Generalstab und Lehrfach                                                               | Generaloberst            | 1942 entlassen |
| 19.      | Emil Leeb (* 17. Juni 1881; † 8. September 1969)                 | Militär-Eisenbahndienst, Höhere Adjutantur und Lehrfach (Festungskrieg)                                       | General der Artillerie   | |
| 20.      | Friedrich Hiller (* 7. August 1883; † 21. Juli 1927)             | Referats- und Militär-Eisenbahndienst, Höhere Adjutantur, im Bedarfsfall für Generalstab                      | Major                    | 1920 verabschiedet; Studium (Dr. rer. pol.); Beamter der Deutschen Bank |
| 21.      | Oskar Vogl (* 29. April 1881; † 4. Februar 1954)                 | in erster Linie für Lehrfach (Festungskrieg, Waffenlehre, Kriegsgeschichte), in zweiter Linie für Generalstab | General der Artillerie   | 1942 verabschiedet |

## 45. Lehrgang 1912–1914
Der Lehrgang wurde nach Ablauf der zweiten Lehrstufen wegen des Ausbruchs des Ersten Weltkriegs vorzeitig abgebrochen. Eine Begutachtung erfolgte daher nicht mehr.
| Lfd. Nr. | Name (Lebensdaten)                                                           | Eignung | letzter Dienstgrad     | Anmerkungen |
| -------- | ---------------------------------------------------------------------------- | ------- | ---------------------- | --- |
| 1.       | Emerich Freiherr von Godin (* 13. September 1881; † 22. November 1934)       |         | Major                  | 1916 Ritterkreuz des Militär-Max-Joseph-Ordens; 1919 verabschiedet; Freikorpsführer im Ruhrgebiet; Tätigkeit bei der Dresdner Bank und der Allianz                                     |
| 2.       | Hugo Dietz (* 3. Juni 1881; † 8. Juni 1915)                                  |         | Hauptmann              | zuletzt Ordonnanzoffizier der Ersatz-Division |
| 3.       | Otto Schnitzlein (* 27. August 1878; † 22. Februar 1948)                     |         | Major                  | 1919 zur Disposition gestellt |
| 4.       | Adolf von Bally (* 1. Mai 1881; † 12. Oktober 1959)                          |         | Oberstleutnant         | 1917 zur Disposition gestellt |
| 5.       | Hans von Hößlin (* 20. November 1880; † 18. August 1947)                     |         | Generalleutnant        | 1947 durch Jugoslawien als Kriegsverbrecher verurteilt und hingerichtet |
| 6.       | Otto Fehr (* 2. September 1881; † 14. Dezember 1961)                         |         | Oberst                 | 1920 verabschiedet; Tätigkeit im Reichsarchiv; 1937 zur Wehrmacht reaktiviert |
| 7.       | Wilhelm Jobst (* 20. Dezember 1880; † 20. August 1914)                       |         | Oberleutnant           | zuletzt Adjutant der 11. Reserve-Infanterie-Brigade |
| 8.       | Maximilian Schwandner (* 20. Februar 1881; † 11. April 1972)                 |         | General der Infanterie | 1942 verabschiedet |
| 9.       | Otto Baumann (* 25. Februar 1879; † 13. Juli 1951)                           |         | Oberst                 | 1928 verabschiedet; 1945/46 Landrat des Landkreises Günzburg |
| 10.      | Maximilian Beichhold (* 19. Oktober 1878; † 20. Juni 1952)                   |         | Major                  | 1919 zur Disposition gestellt |
| 11.      | Ludwig Mehler (* 23. Dezember 1877; † 22. Januar 1944)                       |         | Oberst                 | 1930 zur Disposition gestellt |
| 12.      | Adolf Riegelmann (* 26. Dezember 1885; † unbekannt)                          |         | Rittmeister            | 1918 verabschiedet |
| 13.      | Rudolf Koch (* 9. April 1886; † 27. November 1971)                           |         | General der Kavallerie | |
| 14.      | Kaspar Graf von Preysing-Lichtenegg-Moos (* 20. Juni 1880; † 14. April 1918) |         | Rittmeister            | 1918 Ritterkreuz des Militär-Max-Joseph-Ordens; zuletzt Führer des Halbregiments des 7. Chevaulegers-Regiments „Prinz Alfons“                                                          |
| 15.      | Feodor Spruner von Mertz (* 26. August 1881; † 14. Mai 1945)                 |         | Generalleutnant        | 1920 verabschiedet; Archivrat im Reichsarchiv; 1935 Eintritt in die Luftwaffe |
| 16.      | Sigmund Freiherr von Imhoff (* 30. Juni 1881; † 7. Juli 1967)                |         | Generalmajor           | 1920 verabschiedet; Übertritt zur Polizei; 1933 in den einstweiligen Ruhestand versetzt, Generalmajor der Landespolizei; zur Wehrmacht reaktiviert, zuletzt Generalmajor der Luftwaffe |
| 17.      | Eugen Straßner (* 28. Januar 1882; † 26. Oktober 1968)                       |         | Oberst                 | 1920 verabschiedet; zur Wehrmacht reaktiviert |
| 18.      | Friedrich Dihm (* 6. Januar 1880; † 11. August 1956)                         |         | Generalleutnant        | 1931 verabschiedet; 1933 Wiedereintritt; 1944 aus der Wehrmacht ausgeschieden |
| 19.      | Rudolf Lang (* 8. August 1879; † 11. November 1914)                          |         | Hauptmann              | zuletzt Führer im 3. Fußartillerie-Regiment |
| 20.      | Heinrich Freiherr von Pechmann (* 7. Dezember 1880; † 24. Dezember 1952)     |         | Oberst                 | 1920 verabschiedet; Mitarbeiter der Bayerischen Armeebibliothek; 1934 Wiederanstellung im Heer; 1943 verabschiedet                                                                     |
| 21.      | Josef Windisch (* 24. Juni 1884; † 15. November 1968)                        |         | Generalmajor           | 1920 verabschiedet; 1935 Wiedereintritt; ab 1943 General der Nachschubtruppe |

## 46. Lehrgang 1913–1914
Der Lehrgang wurde nach Ablauf der ersten Lehrstufe wegen des Ausbruchs des Ersten Weltkriegs vorzeitig abgebrochen. Eine Begutachtung erfolgte daher nicht mehr.
| Lfd. Nr. | Name (Lebensdaten)                                                        | Eignung | letzter Dienstgrad     | Anmerkungen |
| -------- | ------------------------------------------------------------------------- | ------- | ---------------------- | --- |
| 1.       | Karl Freiherr von Krauß (* 12. Mai 1882; † 12. Mai 1952)                  |         | Major                  | 1920 verabschiedet; Mitarbeiter im Reichsausschuss für den Wiederaufbau der Handelsflotte und Fabrikdirektor                                                                                |
| 2.       | Erich Freiherr von Reitzenstein (* 1. Juli 1882; † 8. September 1914)     |         | Oberleutnant           | zuletzt Führer der 6. Kompanie des Reserve-Infanterie-Regiments 1 |
| 3.       | Karl Mayr (* 5. Januar 1883; † 9. Februar 1945)                           |         | Major                  | 1920 verabschiedet; im KZ Buchenwald durch die Nationalsozialisten ermordet |
| 4.       | Heinrich Doehla (* 3. November 1881; † 14. Juli 1946)                     |         | Generalleutnant        | 1920 verabschiedet; Übertritt zur Landespolizei; 1935 Übernahme in das Heer; als Körück am Simferopol-Massaker beteiligt                                                                    |
| 5.       | Wilhelm Reitzenstein (* 26. Februar 1880; † 21. Februar 1941)             |         | Generalmajor           | 1914 Ritterkreuz des Militär-Max-Joseph-Ordens; 1932 verabschiedet |
| 6.       | Franz Abel (* 6. November 1881; † 7. Januar 1915)                         |         | Hauptmann              | zuletzt Führer des III. Bataillons des 23. Infanterie-Regiments „König Ferdinand der Bulgaren“                                                                                              |
| 7.       | Theodor Ruland (* 5. August 1883; † 22. Februar 1964)                     |         | Oberst                 | 1920 verabschiedet, NSKK-Obergruppenführer |
| 8.       | Alfred Wäger (* 17. August 1883; † 9. Juli 1956)                          |         | General der Infanterie | 1942 verabschiedet |
| 9.       | Philipp Rauch (* 8. August 1881; † 1. Oktober 1961)                       |         | Oberst                 | 1920 verabschiedet; Studium (Dipl.-Ing.); ab 1933 Direktor der Heereshandwerkerschule |
| 10.      | Eugen von Frauenholz (* 17. August 1882; † 5. Januar 1949)                |         | Major                  | 1919 zur Disposition gestellt; Studium (Dr. phil.); Historiker, Professor an der Universität München, Syndikus der Bayerischen Akademie der Wissenschaften                                  |
| 11.      | Rudolf Erhard (* 9. Dezember 1881; † 22. November 1943)                   |         | Major                  | 1920 verabschiedet |
| 12.      | Maximilian Freiherr von Grauvogl (* 19. November 1882; † 11. Januar 1958) |         | Major                  | 1915 Ritterkreuz des Militär-Max-Joseph-Ordens; 1920 verabschiedet |
| 13.      | Hans Karl von Zwehl (* 7. April 1884; † 27. Februar 1966)                 |         | Oberstleutnant         | 1920 verabschiedet; Studium (Dr. phil.); 1939 zur Wehrmacht reaktiviert |
| 14.      | Kurt Geitner (* 3. Mai 1884; † 6. September 1968)                         |         | Generalmajor           | 1915 Ritterkreuz des Militär-Max-Joseph-Ordens; 1919 zur Disposition gestellt; Betriebsführer der Fa. Geitner & Co. Chemische Farben; ab 1935 als Reserveoffizier zur Wehrmacht reaktiviert |
| 15.      | Kurt Burkart (* 8. August 1882; † 23. Juni 1916)                          |         | Hauptmann              | zuletzt Batterieführer im 9. Feldartillerie-Regiment |
| 16.      | Otto Hartmann (* 11. September 1884; † 10. Juli 1952)                     |         | General der Artillerie | |
| 17.      | Franz Forster (* 16. Januar 1881; † 1957)                                 |         | Major                  | 1920 verabschiedet; Übertritt zur Polizei, zuletzt Oberst und Chef der Schutzpolizei Nürnberg-Fürth; 1933 pensioniert                                                                       |
| 18.      | Otto Grün (* 29. Mai 1882; † 26. März 1948)                               |         | General der Artillerie | 1937 verabschiedet; 1939/44 reaktiviert, Inspekteur der Artillerie beim Chef der Heeresrüstung und Befehlshabers des Ersatzheeres                                                           |
| 19.      | Theodor Schnell (* 10. Februar 1883; † 14. Oktober 1939)                  |         | Major                  | 1921 verabschiedet; Studium (Dipl. Ing.); Betriebsführer der Münchner Zweigniederlassung des Straßenbau-AG Berlin                                                                           |
| 20.      | Eugen Petri (* 2. Dezember 1885; † 28. Dezember 1927)                     |         | Major                  | zuletzt im Reichswehrministerium |

## 47. Lehrgang 1914
Die nachfolgenden Personen hatten zwar erfolgreich die Aufnahmeprüfung absolviert, jedoch wurde der ab Oktober 1914 geplante Lehrgang aufgrund des Ausbruchs des Ersten Weltkriegs nicht einberufen.
| Lfd. Nr. | Name (Lebensdaten)                                                              | Eignung | letzter Dienstgrad | Anmerkungen |
| -------- | ------------------------------------------------------------------------------- | ------- | ------------------ | --- |
| 1.       | Egon Freiherr von der Tann (* 24. Februar 1882; † 6. August 1961)               |         | Oberst             | 1919 verabschiedet; Tätigkeiten für verschiedene Banken; zur Wehrmacht reaktiviert, 1939/44 Abteilungsreferent im Rüstungskommando Leipzig |
| 2.       | Ludwig von Bally (* 4. Dezember 1879; † 30. August 1956)                        |         | Oberstleutnant     | 1927 verabschiedet; zur Wehrmacht reaktiviert                                                                                              |
| 3.       | Eberhard Moser (* 19. April 1883; † 26. September 1914)                         |         | Oberleutnant       | zuletzt Führer der 12. Kompanie im 3. Infanterie-Regiment „Prinz Karl von Bayern“                                                          |
| 4.       | Otto Freiherr Stromer von Reichenbach (* 29. September 1884; † 21. August 1914) |         | Oberleutnant       | zuletzt beim 3. Infanterie-Regiment „Prinz Karl von Bayern“                                                                                |
| 5.       | Gustav Reinwald (* 8. März 1881; † 24. März 1953)                               |         | Oberst             | 1926 verabschiedet; zur Wehrmacht reaktiviert                                                                                              |
| 6.       | Friedrich von Bezold (* 19. Februar 1882; † 2. Februar 1923)                    |         | Major              | 1920 verabschiedet; am Kriegsarchiv München angestellt                                                                                     |
| 7.       | Hans Obermair (* 1. Juni 1885; † 29. November 1914)                             |         | Oberleutnant       | zuletzt Führer der 12. Kompanie im Reserve-Infanterie-Regiment 12                                                                          |
| 8.       | Karl Graf (* 8. November 1883; † 16. Juli 1948)                                 |         | Generalleutnant    | 1938 verabschiedet; 1939/44 reaktiviert, Divisionskommandeur                                                                               |
| 9.       | Johann Müller (* 30. November 1882; † 4. August 1914)                           |         | Oberleutnant       | |
| 10.      | Hans Wöckel (* 2. Dezember 1885; † 24. Oktober 1914)                            |         | Oberleutnant       | zuletzt Führer der MG-Kompanie im 21. Infanterie-Regiment „Großherzog Friedrich Franz IV. von Mecklenburg-Schwerin“                        |
| 11.      | Albert Herzog (* 30. November 1880; † 6. Dezember 1914)                         |         | Oberleutnant       | zuletzt Regimentsadjutant des 22. Infanterie-Regiments „Fürst Wilhelm von Hohenzollern“                                                    |
| 12.      | Ludwig Kögler (* 7. September 1885; † unbekannt)                                |         | Hauptmann          | 1920 verabschiedet |
| 13.      | Wilhelm Weber (* 14. Oktober 1883; † 29. Januar 1934)                           |         | Major              | 1920 zur Disposition gestellt; Studium (Dr. oec. publ.)                                                                                    |
| 14.      | Maximilian Renz (* 4. November 1883; † 4. August 1959)                          |         | Generalleutnant    | 1938 verabschiedet; zur Wehrmacht reaktiviert, Divisionskommandeur und Korück; 1943 Mobilmachungsbestimmung aufgehoben                     |
| 15.      | Franz Hunglinger (* 6. Februar 1883; † 18. September 1944)                      |         | Major              | 1920 verabschiedet; Übertritt zur Polizei, zuletzt Polizeioberst, 1933 pensioniert                                                         |
| 16.      | Wilhelm Arendts (* 6. Februar 1883; † 23. März 1958)                            |         | Oberst             | 1919 zur Disposition gestellt; zur Wehrmacht reaktiviert                                                                                   |
| 17.      | Otto Schwink (* 16. Oktober 1883; † 17. Januar 1959)                            |         | Major              | 1920 verabschiedet; Stadtdirektor in Koblenz, Brauereidirektor                                                                             |
| 18.      | Julius Zenetti (* 12. September 1883; † 27. August 1914)                        |         | Oberleutnant       | zuletzt Regimentsadjutant |
| 19.      | Heinrich Straßer (* 22. Juli 1886; † 1. Februar 1960)                           |         | Hauptmann          | 1918 verabschiedet |
| 20.      | Albert Münzer (* 7. Juni 1885; † 26. Mai 1929)                                  |         | Hauptmann          | 1919 verabschiedet; Direktor der Kraftverkehr Bayern GmbH                                                                                  |